# Milán
Milán (en italiano Milano y en lombardo Milàn) es la mayor área metropolitana de Italia y el segundo municipio de Italia por población (1.3 millones en 2017) después de Roma, capital de la Ciudad metropolitana de Milán y de la región de Lombardía. Se encuentra ubicada en la llanura padana, una de las regiones más desarrolladas de Italia. En 2008, el PIB de la ciudad se estimó que era de 366 000 millones de euros, según el INSEE, siendo el segundo más alto de Europa después de la región de París.
Milán, como capital económica e industrial de Italia, tiene el aspecto y las características de una metrópoli moderna: rascacielos (célebre el rascacielos Pirelli, construido en 1959), edificios de cristal y metal y grandes almacenes. En la ciudad se encuentra la Pinacoteca de Brera, uno de los mayores museos de Europa, fundada en 1809 por Napoleón Bonaparte como hermano italiano del Louvre. Destaca también la obra maestra de Leonardo da Vinci, la pintura mural La última cena y diversos monumentos románicos (sobre todo iglesias y basílicas) que hacen de Milán la capital del románico lombardo.

## Historia

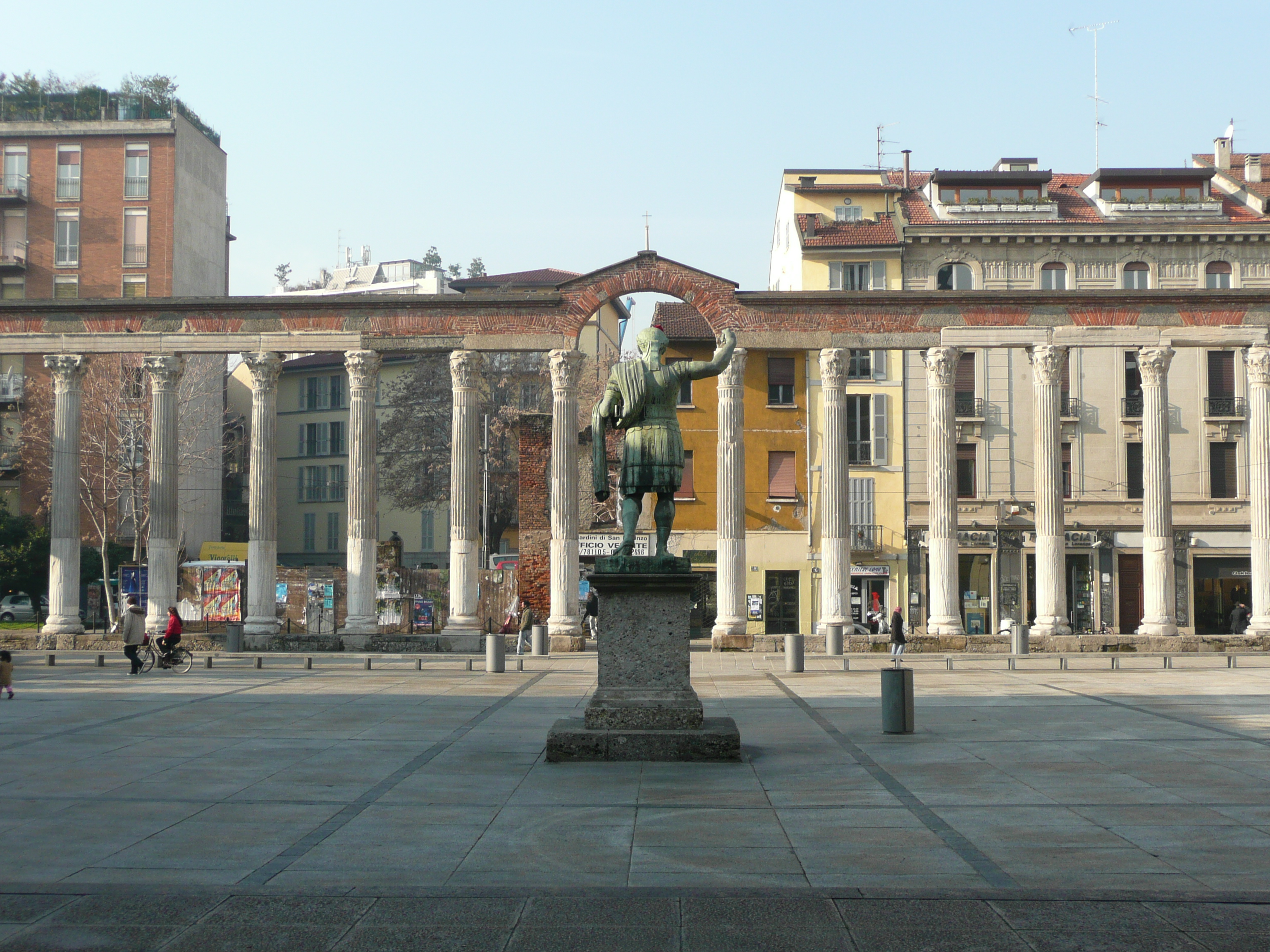
Las Columnas de San Lorenzo y la estadua de Constantino I.

Milán fue fundada por los celtas del norte de Italia con el nombre de Medhelan alrededor del año 400 a. C., siendo más tarde conquistada por los romanos en 222 a. C., quienes la llamaron Mediolanum. Una de las explicaciones etimológicas más extendidas considera que estos nombres significan «tierra del medio», bien porque la ciudad se encuentra entre los Alpes y los Apeninos, o bien porque se halla en el centro de la llanura de Lombardía, entre dos importantes ríos: Tesino y Adda.
Desde el periodo romano, el desarrollo económico milanés se vio favorecido por la situación en que se encuentra la ciudad, cruce entre las arterias de comunicación principales de la zona del Po.
En el año 292 d. C. pasó a ser capital del Imperio romano, y posteriormente, tras su división, del Imperio romano de Occidente entre los años 395 y 402 d. C. En 450 la ciudad fue saqueada por los hunos.

### Edad Media

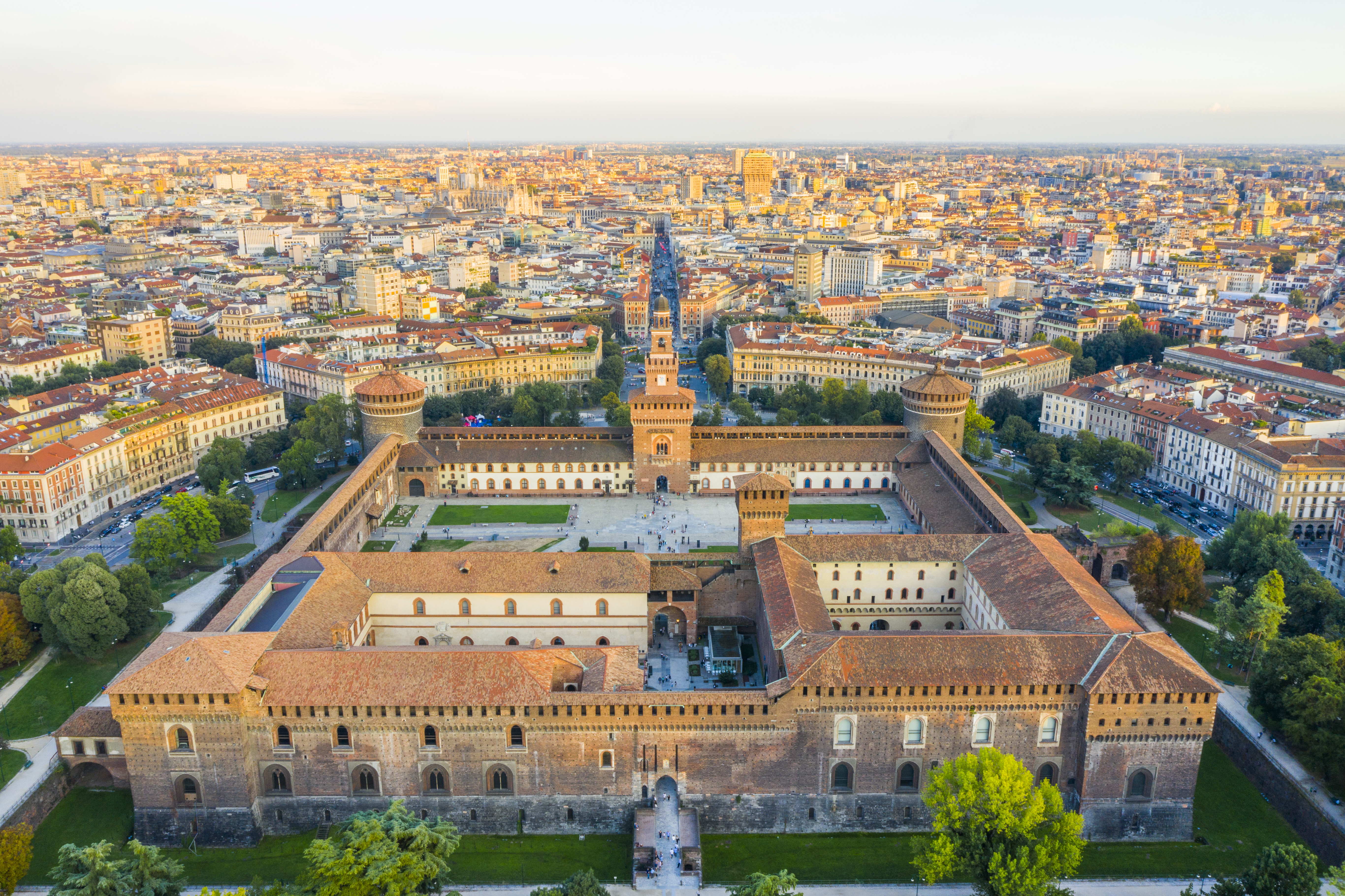
El Castillo Sforzesco.

Tras la caída del Imperio romano de Occidente, Milán, al igual que el resto de Italia, fue ocupada por hérulos y ostrogodos. La región en torno a Milán tuvo una de las principales concentraciones de asentamientos ostrogodos en Italia. En 539, durante las Guerras Góticas entre bizantinos y ostrogodos, el jefe ostrogodo Uraia saqueó la ciudad, exterminando y esclavizando a su población, y arrasando completamente sus murallas. Fue finalmente tomada por el general bizantino Narsés, quien la reconstruyó sin lograr devolverle su antiguo esplendor.
En el 569, la ciudad fue conquistada por los lombardos, quienes la mantuvieron hasta 774, cuando pasó a manos de Carlomagno. A finales de siglo VIII, Milán logró recuperar su antigua prosperidad. En estos momentos la ciudad era gobernada por arzobispos, que más tarde fueron perdiendo el poder en beneficio de la nobleza. De su mano, la ciudad se volvió próspera e importante en el siglo XI. En 1162 fue arrasada por Federico I Barbarroja, aunque se recuperó y venció a este en 1176 en la batalla de Legnano, junto al resto de la Liga Lombarda. De esta manera comenzó un nuevo periodo de prosperidad.
Entre 1277 y 1447 la ciudad estuvo bajo poder de los Visconti. Durante la peste negra del siglo XIV, Milán fue uno de los pocos lugares de Europa que no fue alcanzado por la epidemia, porque el obispo ordenó que emparedaran las tres primeras casas a las que afectó. Los muertos, los enfermos y los sanos quedaron atrapados en su interior sin distinción. El mayor auge de la ciudad fue alcanzado por Gian Galeazzo Visconti, duque de la ciudad entre 1351 y 1402.

### Renacimiento

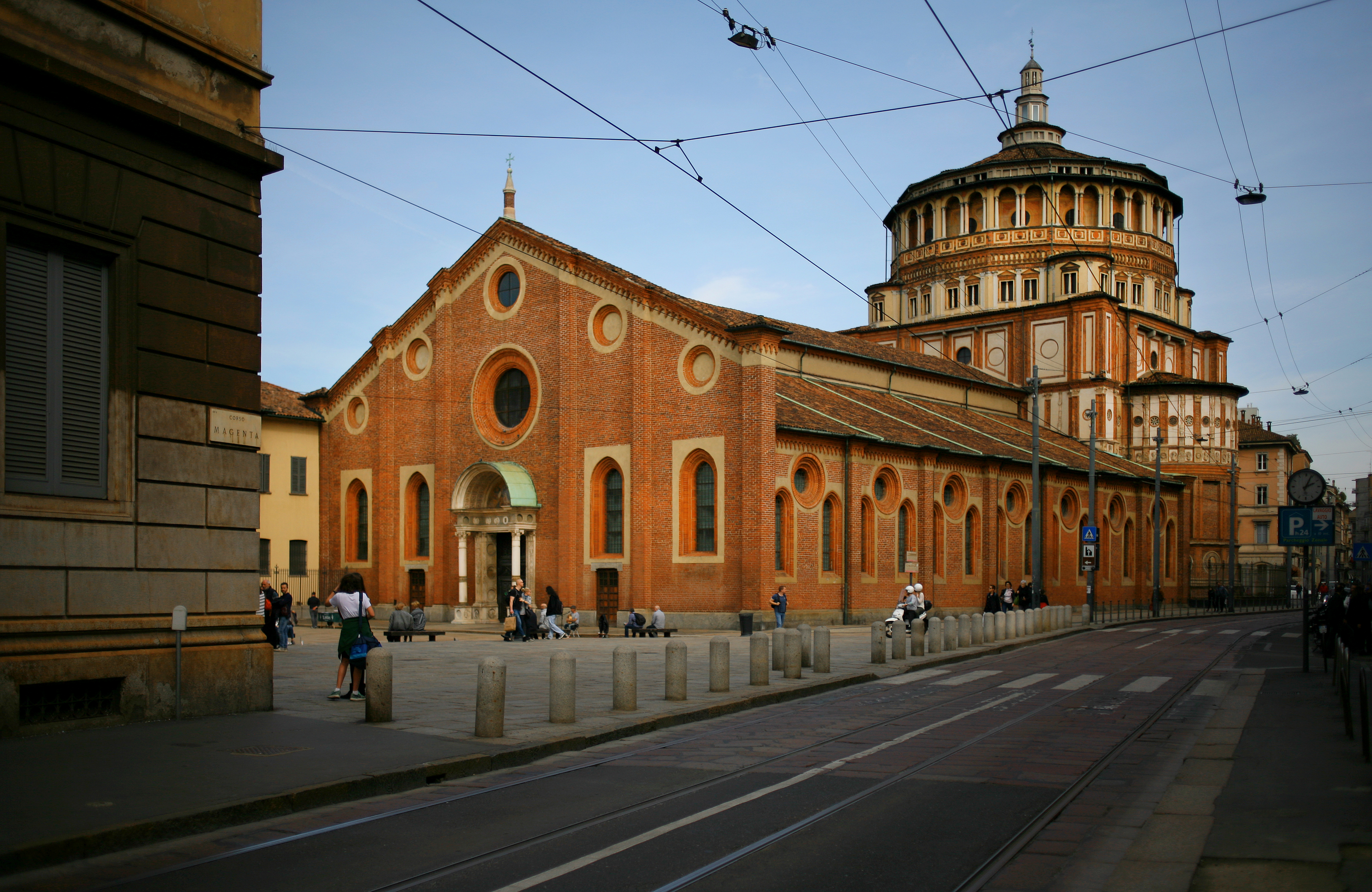
La Santa Maria delle Grazie.

Durante el siglo XV, el ducado de Milán fue gobernado por las familias Visconti (hasta 1447) y Sforza (a partir de 1450), quienes mantenían a su servicio a artistas de la talla de Leonardo da Vinci y Bramante.
A comienzos del siglo XVI los Valois, casa reinante en Francia, reclamaron sus derechos sobre Milán. Los periodos más largos de dominación francesa se produjeron entre 1500-1512 y 1515-1521, durante los reinados de Luis XII y Francisco I. Después de la derrota francesa en la batalla de Pavía en 1525, Milán fue recuperada definitivamente por el duque Franciso II Sforza. A su muerte en 1535 pasó a ser posesión del emperador Carlos V que entregó el ducado a su hijo Felipe en 1540. El dominio español perduró hasta el 26 de septiembre de 1706 cuando la ciudad es tomada por las tropas austriacas durante la guerra de sucesión española, el Tratado de Utrecht oficializó la cesión a Austria.

### SigloXIX

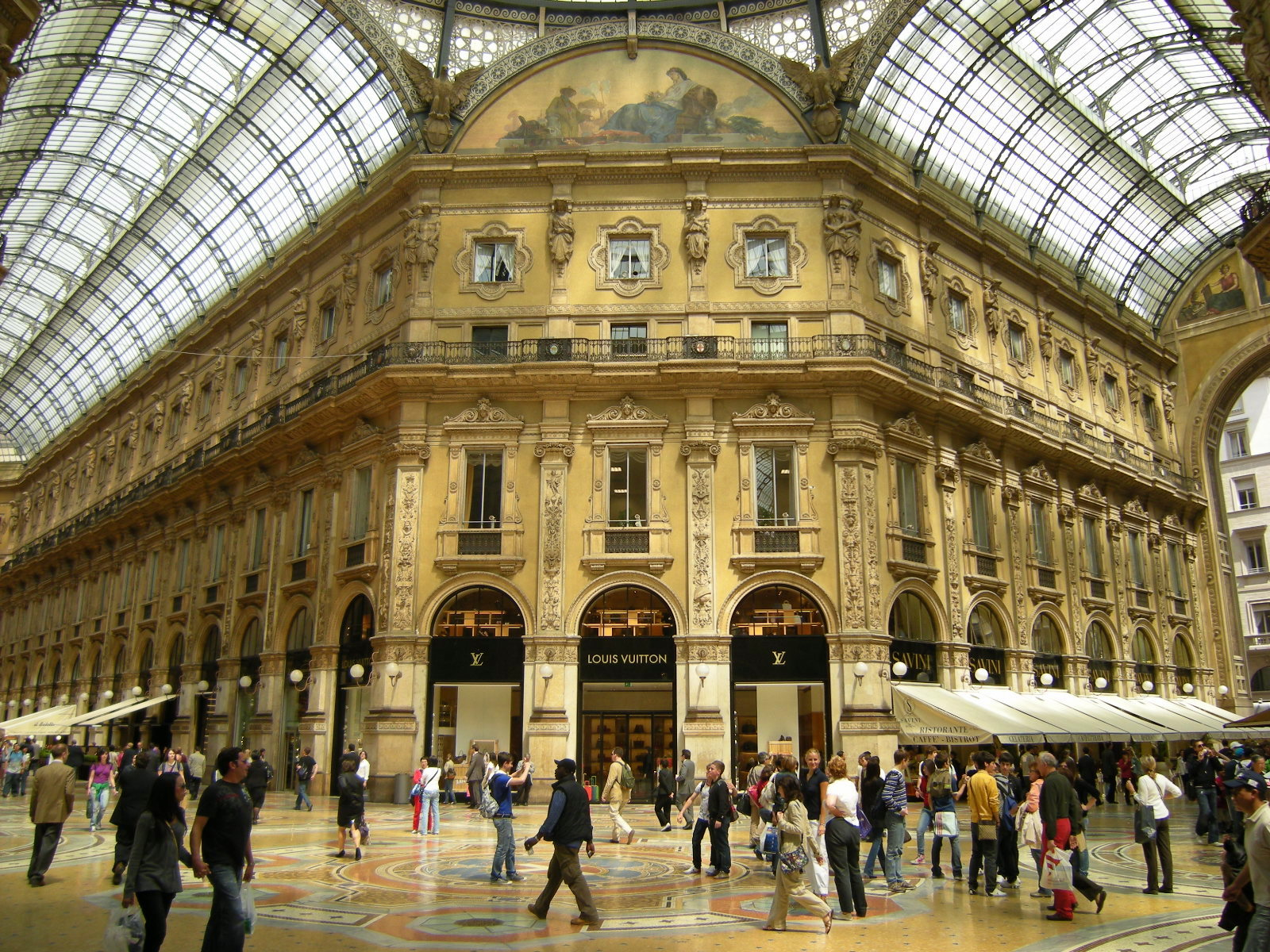
La Galería Víctor Manuel II.

Tras la Revolución francesa es ocupada por Napoleón. Posteriormente la ciudad se convirtió en uno de los principales centros del nacionalismo italiano, reclamando su independencia y la unificación italiana. En 1859, Austria cedió su control al Reino de Piamonte-Cerdeña, el cual dos años más tarde se convertiría en el Reino de Italia. En 1877 se inaugura la Galería Víctor Manuel II, pionera de los modernos centros comerciales y la expansión de la arquitectura del hierro.

### SigloXX
En el siglo XX, Milán fue el centro de la historia de Italia. Fue sede de la Exposición Universal de 1906. Fue ciudad símbolo del socialismo: entre otros, el centro de divulgación principal del Partido Socialista Italiano, el periódico Avanti!, establece aquí su sede.
Etapa fascista

Milán fue también la cuna del movimiento fascista, que fue fundado el 23 de marzo de 1919 con el nombre de Movimento dei Fasci di Combattimento. Además, el primer programa del movimiento fascista fue en la piazza San Sepolcro.

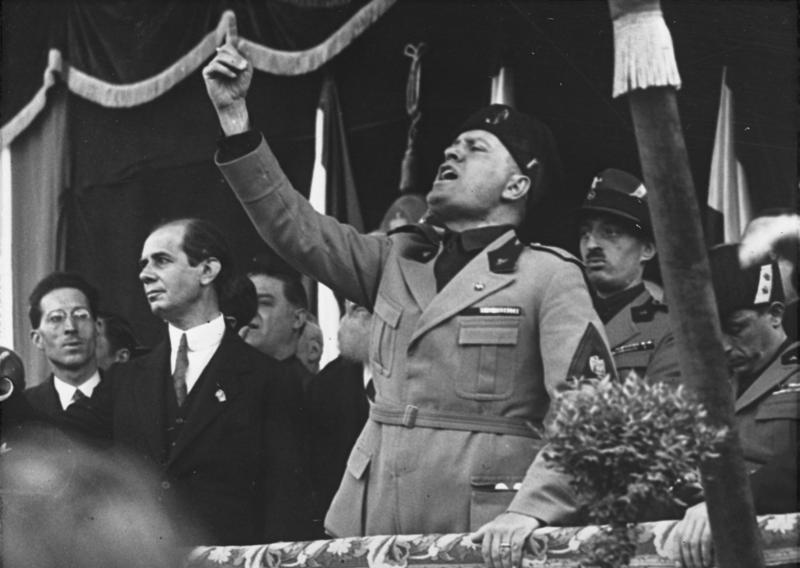
Benito Mussolini dando un discurso político en la tribuna de la plaza principal de Milán en mayo de 1930.

Pese a ser considerada la ciudad emblema de la Resistencia, Milán fue capital de la República de Saló, el último reducto del gobierno fascista. El 25 de abril, fiesta nacional italiana de la liberación de la ocupación nazi y del régimen fascista, celebra la sublevación general partisana ocurrida en dicho día de 1945 y que supuso la liberación de la ciudad tras la Segunda Guerra Mundial.
En la segunda mitad del siglo, Milán fue uno de los motores de la reconstrucción industrial y cultural del país. En Milán se produjeron algunas de las mayores manifestaciones y enfrentamientos derivados del 68 italiano y también fue testigo del primer episodio de la llamada estrategia de la tensión: la masacre de la piazza Fontana del 12 de diciembre de 1969.
En el último cuarto de siglo la ciudad ha sido, en lo bueno y en lo malo, el centro de la política italiana con la subida al gobierno de la clase dirigente milanesa del PSI-guiada por Bettino Craxi- al gobierno italiano, seguida del escándalo de Tangentopoli y más tarde con la llegada al gobierno del empresario milanés Silvio Berlusconi, que lideró una coalición de centro-derecha.

### Milán hoy

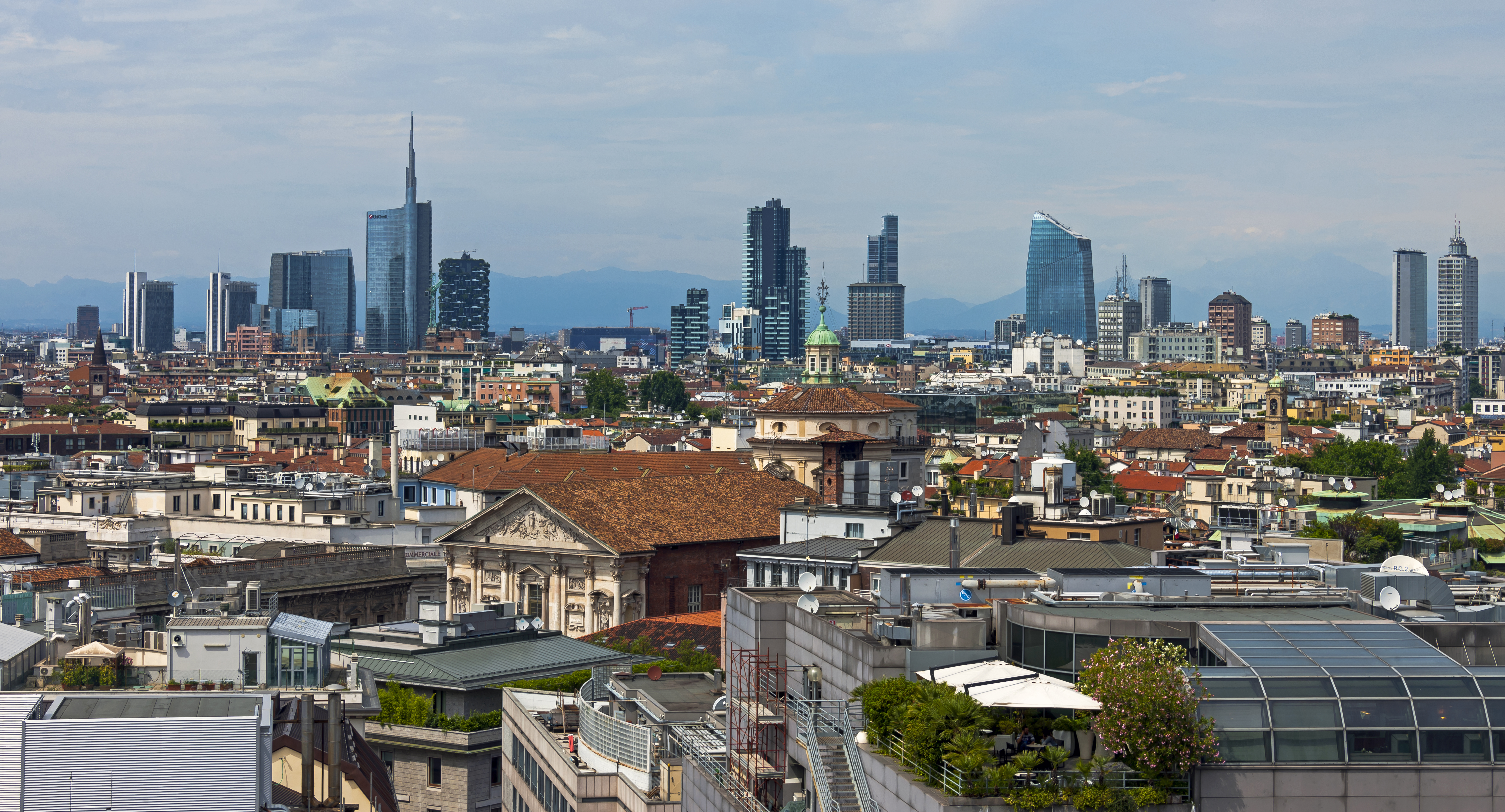
Skyline milanés

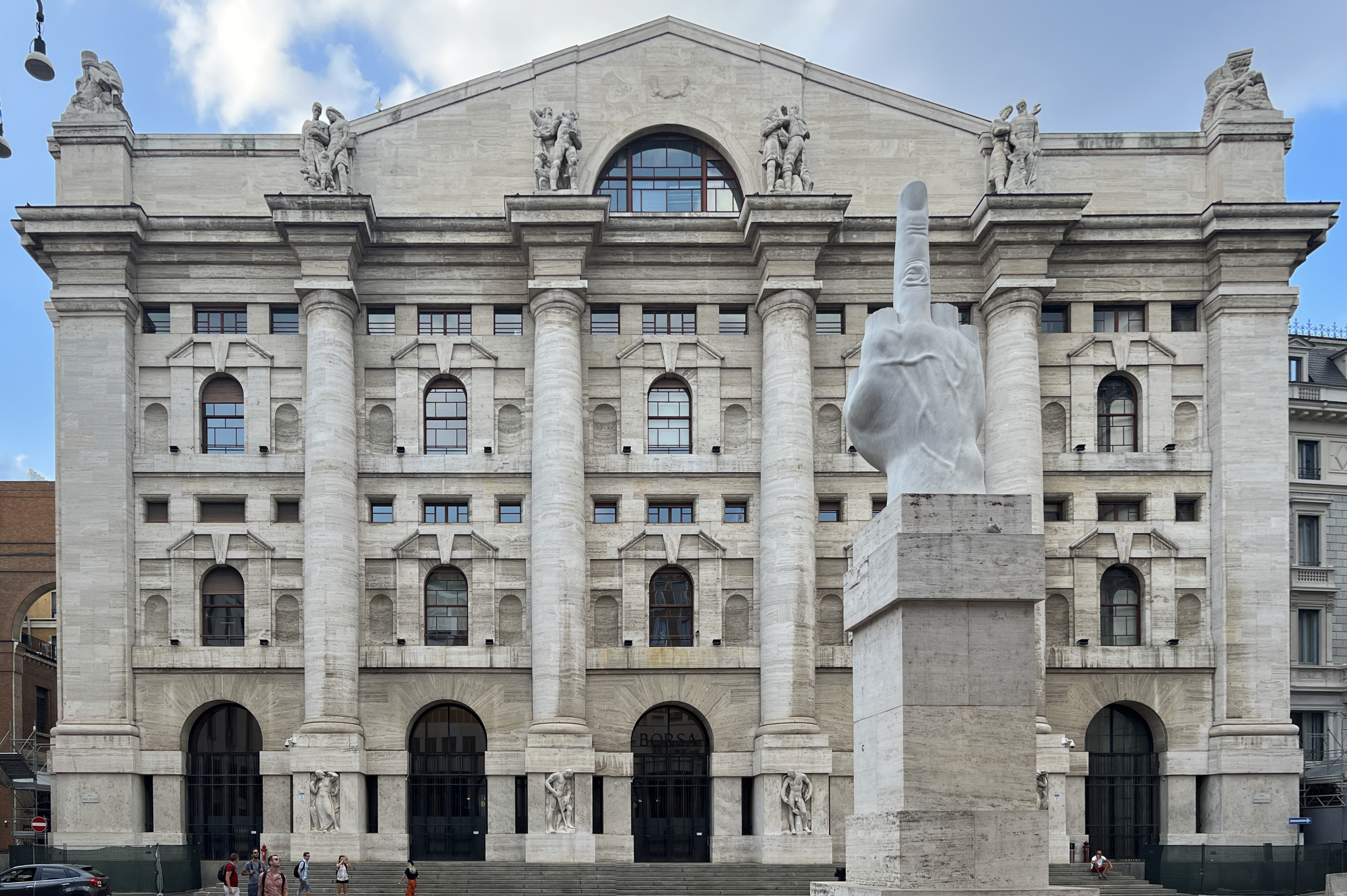
El Palazzo Mezzanotte, sede de la Bolsa Italiana.

Milán es un importante centro comercial e industrial a nivel internacional, además de ser el distrito económico y capital financiera de Italia por los servicios terciarios, las finanzas, la moda, la editoría y la industria. Es además sede de la Bolsa de Milán (en piazza Affari) gestionada por Borsa Italiana, uno de los más importantes centros financieros de Europa y es de gran atracción por las sedes administrativas de decenas de multinacionales. Es uno de los mayores centros universitarios, editoriales y televisivos de Europa. Es sede de la Feria de Milán con la mayor superficie expositiva de la Unión Europea. Milán tiene una de las redes de transporte público más importantes de Italia con cinco líneas de metro y unas 121 líneas de autobuses y tranvías. 
En los últimos diez años la ciudad ha vivido un periodo renovador durante el cual muchas áreas han sido reconvertidas: a través del proyecto Porta Nuova la zona de la estación Porta Garibaldi se ha convertido en un distrito comercial y administrativo compuesto por el Palazzo Lombardía (sede de la región) y por la Torre Unicredit. El barrio representa también uno de los centros de la vida nocturna de la ciudad. Otro proyecto fue CityLife que ha convertido las áreas de la antigua feria (que se ha trasladado al área del Expo 2015) en un área comercial caracterizada por las torres Hadid, Isozaki y Libeskind.

## Geografía

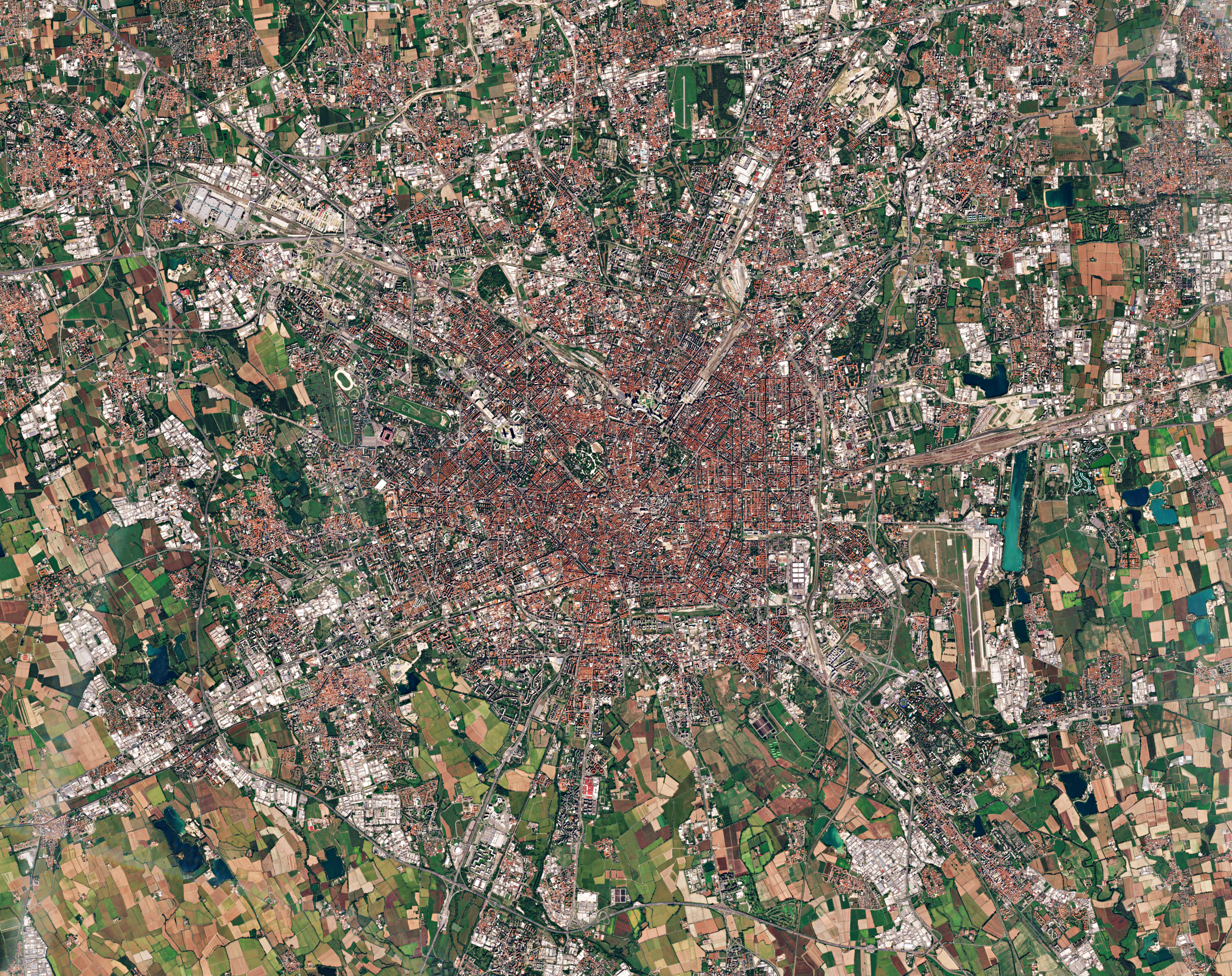
Vista de Milán desde el satélite Sentinel 2 de la ESA

Se encuentra al oeste de Lombardía; cubriendo una superficie de 1982 km² y cuenta con una población de 3 775 765 habitantes. La ciudad metropolitana de la cual es capital consta de 134 municipios (comuni). En los diez años que van entre 1991 y 2001, el comune de Milán perdió 113 084 habitantes (8.3 %).
Milán está cruzada al este por el río Lambro que fluye en dirección sur lamiendo el aeródromo y el aeropuerto de Linate, y por el Río Seveso que cruza la ciudad subterráneamente desde los años 1930, cuando fue cubierto para facilitar la ampliación de la ciudad. Los dos están conectados por los Navigli, canales que en su tramo en superficie caracterizan una zona de tiendas y bares.

### Clima
Según la clasificación climática de Köppen, Milán tiene un clima subtropical húmedo, o Cfa, en contraste con la mayor parte de Italia que tiene clima mediterráneo, o Csa. Esto se debe a que el verano no es una estación seca, como consecuencia de encontrarse en la zona de influencia del clima oceánico o Cfb, pero también es cálido por su continentalidad y latitud, superando los 23 °C de promedio. Las temperaturas medias oscilan entre -1 y 7 °C en enero y entre 19 y 30 °C en julio. Normalmente no hay mucho viento, pero en invierno -de vez en cuando- sopla el favonio: un viento seco procedente del norte que deja el cielo totalmente despejado. Durante gran parte del otoño y en todo el invierno reina el frío. En algunos meses (sobre todo en diciembre y enero) el mismo se da de manera intensa, con temperaturas que apenas superan los 5 °C de máxima y mínimas que muchas veces no llegan a 0 °C. Son comunes las nevadas en invierno aunque con el paso del tiempo han ido disminuyendo en frecuencia y cantidad. El promedio histórico de nieve en el área de Milán está entre 35 y 45 cm. La humedad es bastante alta durante el año y la precipitación anual, concentrada en primavera y otoño, es de 920 mm de promedio.
| Parámetros climáticos promedio de Milán (Aeropuerto de Milán-Linate), normales 1991–2020, extremos 1946–presente | Parámetros climáticos promedio de Milán (Aeropuerto de Milán-Linate), normales 1991–2020, extremos 1946–presente | Parámetros climáticos promedio de Milán (Aeropuerto de Milán-Linate), normales 1991–2020, extremos 1946–presente | Parámetros climáticos promedio de Milán (Aeropuerto de Milán-Linate), normales 1991–2020, extremos 1946–presente | Parámetros climáticos promedio de Milán (Aeropuerto de Milán-Linate), normales 1991–2020, extremos 1946–presente | Parámetros climáticos promedio de Milán (Aeropuerto de Milán-Linate), normales 1991–2020, extremos 1946–presente | Parámetros climáticos promedio de Milán (Aeropuerto de Milán-Linate), normales 1991–2020, extremos 1946–presente | Parámetros climáticos promedio de Milán (Aeropuerto de Milán-Linate), normales 1991–2020, extremos 1946–presente | Parámetros climáticos promedio de Milán (Aeropuerto de Milán-Linate), normales 1991–2020, extremos 1946–presente | Parámetros climáticos promedio de Milán (Aeropuerto de Milán-Linate), normales 1991–2020, extremos 1946–presente | Parámetros climáticos promedio de Milán (Aeropuerto de Milán-Linate), normales 1991–2020, extremos 1946–presente | Parámetros climáticos promedio de Milán (Aeropuerto de Milán-Linate), normales 1991–2020, extremos 1946–presente | Parámetros climáticos promedio de Milán (Aeropuerto de Milán-Linate), normales 1991–2020, extremos 1946–presente | Parámetros climáticos promedio de Milán (Aeropuerto de Milán-Linate), normales 1991–2020, extremos 1946–presente |
| Mes | Ene. | Feb. | Mar. | Abr. | May. | Jun. | Jul. | Ago. | Sep. | Oct. | Nov. | Dic. | Anual |
| --- | --- | --- | --- | --- | --- | --- | --- | --- | --- | --- | --- | --- | --- |
| Temp. máx. abs. (°C)                                                                                             | 21.7 | 23.8 | 26.9 | 32.4 | 35.5 | 36.6 | 37.2 | 36.9 | 33.0 | 28.2 | 23.0 | 21.2 | 37.2 |
| Temp. máx. media (°C)                                                                                            | 7.3 | 10.1 | 15.4 | 19.1 | 23.9 | 28.1 | 30.5 | 30.1 | 25.2 | 18.8 | 12.2 | 7.5 | 19 |
| Temp. media (°C)                                                                                                 | 3.3 | 5.1 | 9.7 | 13.5 | 18.3 | 22.4 | 24.6 | 24.3 | 19.7 | 14.3 | 8.5 | 3.9 | 14 |
| Temp. mín. media (°C)                                                                                            | -0.8 | 0.2 | 4.1 | 8.0 | 12.6 | 16.7 | 18.7 | 18.4 | 14.3 | 9.8 | 4.7 | 0.2 | 8.9 |
| Temp. mín. abs. (°C)                                                                                             | -15.0 | -15.6 | -7.4 | -2.5 | -0.8 | 5.6 | 8.4 | 8.0 | 3.0 | -2.3 | -6.2 | -13.6 | -15.6 |
| Precipitación total (mm)                                                                                         | 58.7 | 49.2 | 65.0 | 75.5 | 95.5 | 66.7 | 66.8 | 88.8 | 93.1 | 122.4 | 76.7 | 61.7 | 920.1 |
| Días de precipitaciones (≥ 1.0 mm)                                                                               | 6.7 | 5.3 | 6.7 | 8.1 | 8.9 | 7.7 | 5.4 | 7.1 | 6.1 | 8.3 | 6.4 | 6.3 | 83.0 |
| Horas de sol | 76 | 114 | 177 | 181 | 214 | 245 | 293 | 251 | 180 | 106 | 71 | 69 | 1977 |
| Humedad relativa (%)                                                                                             | 86 | 78 | 71 | 75 | 72 | 71 | 71 | 72 | 74 | 81 | 85 | 86 | 77 |
| Fuente n.º 1: Istituto Superiore per la Protezione e la Ricerca Ambientale                                       | | | | | | | | | | | | | |
| Fuente n.º 2: Servizio Meteorologico, Aeronautica Militare (precipitación y humedad 1971-2000)                   | | | | | | | | | | | | | |

## Demografía
En la actualidad, con alrededor de 1.3 millones de habitantes, Milán es la ciudad más poblada de la región de Lombardía y la segunda del país tras Roma.
| Población histórica de la comuna de Milán | Población histórica de la comuna de Milán | Población histórica de la comuna de Milán |
| Año                                       | Habitantes                                | Fuente                                    |
| ----------------------------------------- | ----------------------------------------- | ----------------------------------------- |
| 1861                                      | 267 621                                   | Censo italiano de 1861                    |
| 1871                                      | 290 518                                   | Censo italiano de 1871                    |
| 1881                                      | 354 045                                   | Censo italiano de 1881                    |
| 1901                                      | 538 483                                   | Censo italiano de 1901                    |
| 1911                                      | 701 411                                   | Censo italiano de 1911                    |
| 1921                                      | 818 161                                   | Censo italiano de 1921                    |
| 1931                                      | 960 682                                   | Censo italiano de 1931                    |
| 1936                                      | 1 115 794                                 | Censo italiano de 1936                    |
| 1951                                      | 1 274 187                                 | Censo italiano de 1951                    |
| 1961                                      | 1 582 474                                 | Censo italiano de 1961                    |
| 1971                                      | 1 732 068                                 | Censo italiano de 1971                    |
| 1981                                      | 1 604 844                                 | Censo italiano de 1981                    |
| 1991                                      | 1 369 295                                 | Censo italiano de 1991                    |
| 2001                                      | 1 256 211                                 | Censo italiano de 2001                    |
| 2011                                      | 1 242 123                                 | Censo italiano de 2011                    |
| 2019                                      | 1 378 689                                 | Estimaciones del ISTAT                    |
| 2021                                      | 1 396 522                                 | Estimaciones del ISTAT                    |

Cuenta con un total de 1 396 522 habitantes (ISTAT, 2021) y un área urbana de 4 280 820, en un área metropolitana de unos 7 400 000
Es definida por algunos como la capital económica de Italia. No en vano, Milán es uno de los principales centros comerciales y financieros y una de las ciudades más ricas de la Unión Europea, y sede de la Bolsa de Italia. Además, la Feria de Milán es considerada la más importante de Italia y una de las principales del mundo.
En la ciudad y sus alrededores se habla un dialecto llamado meneghino o milanés. Es una lengua latina, con fuerte influencia céltica, germánica y ligur.
| Gráfica de evolución de Milán entre 1861 y 2021                            |
|                                                                            |
| Fuente: Población histórica de la Comuna de Milán. Estimaciones del ISTAT. |

### Inmigración en Milán
Según el censo de 2011, los ciudadanos extranjeros residentes en Milán ascendían a 217 324 procedentes de 157 países:
| Extranjeros viviendo en Milán en 2018 (según el Istituto Nazionale di Statistica ISTAT) | Extranjeros viviendo en Milán en 2018 (según el Istituto Nazionale di Statistica ISTAT) | Extranjeros viviendo en Milán en 2018 (según el Istituto Nazionale di Statistica ISTAT) | Extranjeros viviendo en Milán en 2018 (según el Istituto Nazionale di Statistica ISTAT) | Extranjeros viviendo en Milán en 2018 (según el Istituto Nazionale di Statistica ISTAT) | Extranjeros viviendo en Milán en 2018 (según el Istituto Nazionale di Statistica ISTAT) |
| Puesto                                                                                  | País                                                                                    | Cantidad                                                                                | Puesto                                                                                  | País                                                                                    | Cantidad                                                                                |
| --------------------------------------------------------------------------------------- | --------------------------------------------------------------------------------------- | --------------------------------------------------------------------------------------- | --------------------------------------------------------------------------------------- | --------------------------------------------------------------------------------------- | --------------------------------------------------------------------------------------- |
| 1°                                                                                      | Filipinas                                                                               | 40 513                                                                                  | 51°                                                                                     | Venezuela                                                                               | 433                                                                                     |
| 2°                                                                                      | Egipto                                                                                  | 38 923                                                                                  | 52°                                                                                     | Países Bajos                                                                            | 425                                                                                     |
| 3°                                                                                      | China                                                                                   | 30 363                                                                                  | 53°                                                                                     | Croacia                                                                                 | 425                                                                                     |
| 4°                                                                                      | Perú                                                                                    | 17 928                                                                                  | 54°                                                                                     | Guinea                                                                                  | 391                                                                                     |
| 5°                                                                                      | Sri Lanka                                                                               | 16 809                                                                                  | 55°                                                                                     | Siria                                                                                   | 381                                                                                     |
| 6°                                                                                      | Rumania                                                                                 | 14 933                                                                                  | 56°                                                                                     | Israel                                                                                  | 367                                                                                     |
| 7°                                                                                      | Ecuador                                                                                 | 11 965                                                                                  | 57°                                                                                     | Afganistán                                                                              | 348                                                                                     |
| 8°                                                                                      | Bangladés                                                                               | 9 267                                                                                   | 58°                                                                                     | Ghana                                                                                   | 338                                                                                     |
| 9°                                                                                      | Ucrania                                                                                 | 8 570                                                                                   | 59°                                                                                     | Austria                                                                                 | 312                                                                                     |
| 10°                                                                                     | Marruecos                                                                               | 7 993                                                                                   | 60°                                                                                     | Chile                                                                                   | 301                                                                                     |
| 11°                                                                                     | El Salvador                                                                             | 5 158                                                                                   | 61°                                                                                     | México                                                                                  | 294                                                                                     |
| 12°                                                                                     | Albania                                                                                 | 4 930                                                                                   | 62°                                                                                     | Bielorrusia                                                                             | 293                                                                                     |
| 13°                                                                                     | Francia                                                                                 | 3 454                                                                                   | 63°                                                                                     | Bélgica                                                                                 | 258                                                                                     |
| 14°                                                                                     | Brasil                                                                                  | 3 169                                                                                   | 64°                                                                                     | Hungría                                                                                 | 253                                                                                     |
| 15°                                                                                     | Moldavia                                                                                | 2 763                                                                                   | 65°                                                                                     | Tailandia                                                                               | 242                                                                                     |
| 16°                                                                                     | Senegal                                                                                 | 2 675                                                                                   | 66°                                                                                     | Suecia                                                                                  | 225                                                                                     |
| 17°                                                                                     | Rusia                                                                                   | 2 255                                                                                   | 67°                                                                                     | Bosnia y Herzegovina                                                                    | 221                                                                                     |
| 18°                                                                                     | Bolivia                                                                                 | 2 214                                                                                   | 68°                                                                                     | Lituania                                                                                | 219                                                                                     |
| 19°                                                                                     | España                                                                                  | 2 171                                                                                   | 69°                                                                                     | Líbano                                                                                  | 208                                                                                     |
| 20°                                                                                     | Pakistán                                                                                | 1 840                                                                                   | 70°                                                                                     | Irlanda                                                                                 | 188                                                                                     |
| 21°                                                                                     | Japón                                                                                   | 1 772                                                                                   | 71°                                                                                     | Nepal                                                                                   | 187                                                                                     |
| 22°                                                                                     | Reino Unido                                                                             | 1 727                                                                                   | 72°                                                                                     | Kosovo                                                                                  | 184                                                                                     |
| 23°                                                                                     | Irán                                                                                    | 1 723                                                                                   | 73°                                                                                     | Eslovaquia                                                                              | 171                                                                                     |
| 24°                                                                                     | Alemania                                                                                | 1 662                                                                                   | 74°                                                                                     | Canadá                                                                                  | 169                                                                                     |
| 25°                                                                                     | Bulgaria                                                                                | 1 542                                                                                   | 75°                                                                                     | República Checa                                                                         | 159                                                                                     |
| 26°                                                                                     | Eritrea                                                                                 | 1 522                                                                                   | 76°                                                                                     | Irak                                                                                    | 154                                                                                     |
| 27°                                                                                     | Turquía                                                                                 | 1 505                                                                                   | 77°                                                                                     | Montenegro                                                                              | 152                                                                                     |
| 28°                                                                                     | Túnez                                                                                   | 1 427                                                                                   | 78°                                                                                     | Kenia                                                                                   | 151                                                                                     |
| 29°                                                                                     | India                                                                                   | 1 313                                                                                   | 79°                                                                                     | Cabo Verde                                                                              | 146                                                                                     |
| 30°                                                                                     | Nigeria                                                                                 | 1 142                                                                                   | 80°                                                                                     | Togo                                                                                    | 144                                                                                     |
| 31°                                                                                     | Polonia                                                                                 | 1 103                                                                                   | 81°                                                                                     | Kazajistán                                                                              | 142                                                                                     |
| 32°                                                                                     | Estados Unidos                                                                          | 1 088                                                                                   | 82°                                                                                     | Letonia                                                                                 | 138                                                                                     |
| 33°                                                                                     | República Dominicana                                                                    | 1 077                                                                                   | 83°                                                                                     | Indonesia                                                                               | 133                                                                                     |
| 34°                                                                                     | Colombia                                                                                | 967                                                                                     | 84°                                                                                     | Uruguay                                                                                 | 133                                                                                     |
| 35°                                                                                     | Mauricio                                                                                | 912                                                                                     | 85°                                                                                     | Honduras                                                                                | 130                                                                                     |
| 36°                                                                                     | Georgia                                                                                 | 760                                                                                     | 86°                                                                                     | Libia                                                                                   | 129                                                                                     |
| 37°                                                                                     | Corea del Sur                                                                           | 733                                                                                     | 87°                                                                                     | Australia                                                                               | 123                                                                                     |
| 38°                                                                                     | Cuba                                                                                    | 693                                                                                     | 88°                                                                                     | Macedonia del Norte                                                                     | 122                                                                                     |
| 39°                                                                                     | Somalia                                                                                 | 654                                                                                     | 89°                                                                                     | Dinamarca                                                                               | 120                                                                                     |
| 40°                                                                                     | Etiopía                                                                                 | 611                                                                                     | 90°                                                                                     | Jordania                                                                                | 118                                                                                     |
| 41°                                                                                     | Suiza                                                                                   | 579                                                                                     | 91°                                                                                     | Sudán                                                                                   | 115                                                                                     |
| 42°                                                                                     | Serbia                                                                                  | 554                                                                                     | 92°                                                                                     | Finlandia                                                                               | 115                                                                                     |
| 43°                                                                                     | Gambia                                                                                  | 532                                                                                     | 93°                                                                                     | República de China                                                                      | 105                                                                                     |
| 44°                                                                                     | Grecia                                                                                  | 520                                                                                     | 94°                                                                                     | Palestina                                                                               | 98                                                                                      |
| 45°                                                                                     | Costa de Marfil                                                                         | 510                                                                                     | 95°                                                                                     | Burkina Faso                                                                            | 95                                                                                      |
| 46°                                                                                     | Grecia                                                                                  | 491                                                                                     | 96°                                                                                     | República Democrática del Congo                                                         | 95                                                                                      |
| 47°                                                                                     | Mali                                                                                    | 487                                                                                     | 97°                                                                                     | Estonia                                                                                 | 83                                                                                      |
| 48°                                                                                     | Argentina                                                                               | 478                                                                                     | 98°                                                                                     | Sierra Leona                                                                            | 81                                                                                      |
| 49°                                                                                     | Portugal                                                                                | 466                                                                                     | 99°                                                                                     | Paraguay                                                                                | 78                                                                                      |
| 50°                                                                                     | Camerún                                                                                 | 451                                                                                     | 100°                                                                                    | República del Congo                                                                     | 76                                                                                      |

## Economía

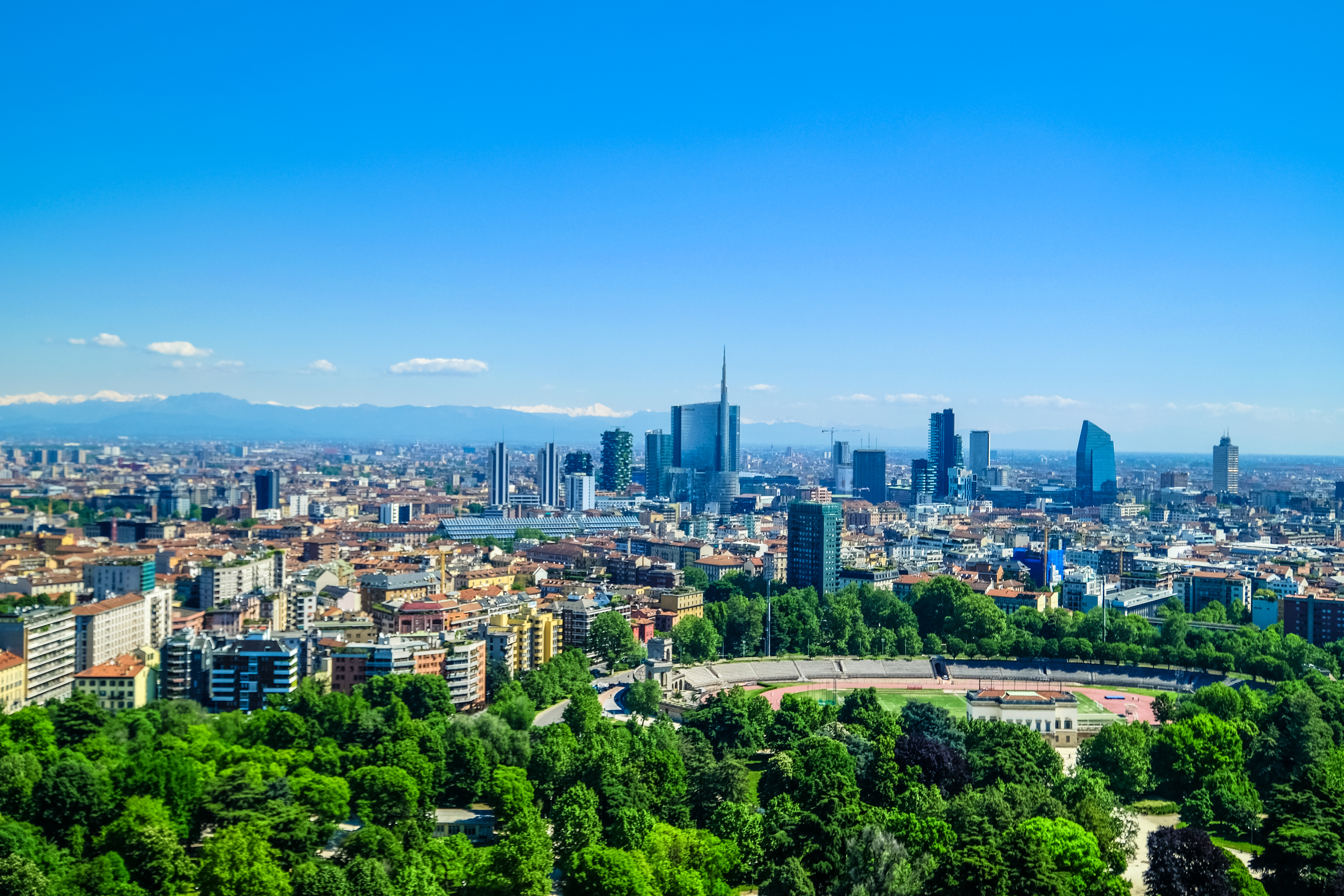
Distrito comercial de Porta Nuova.

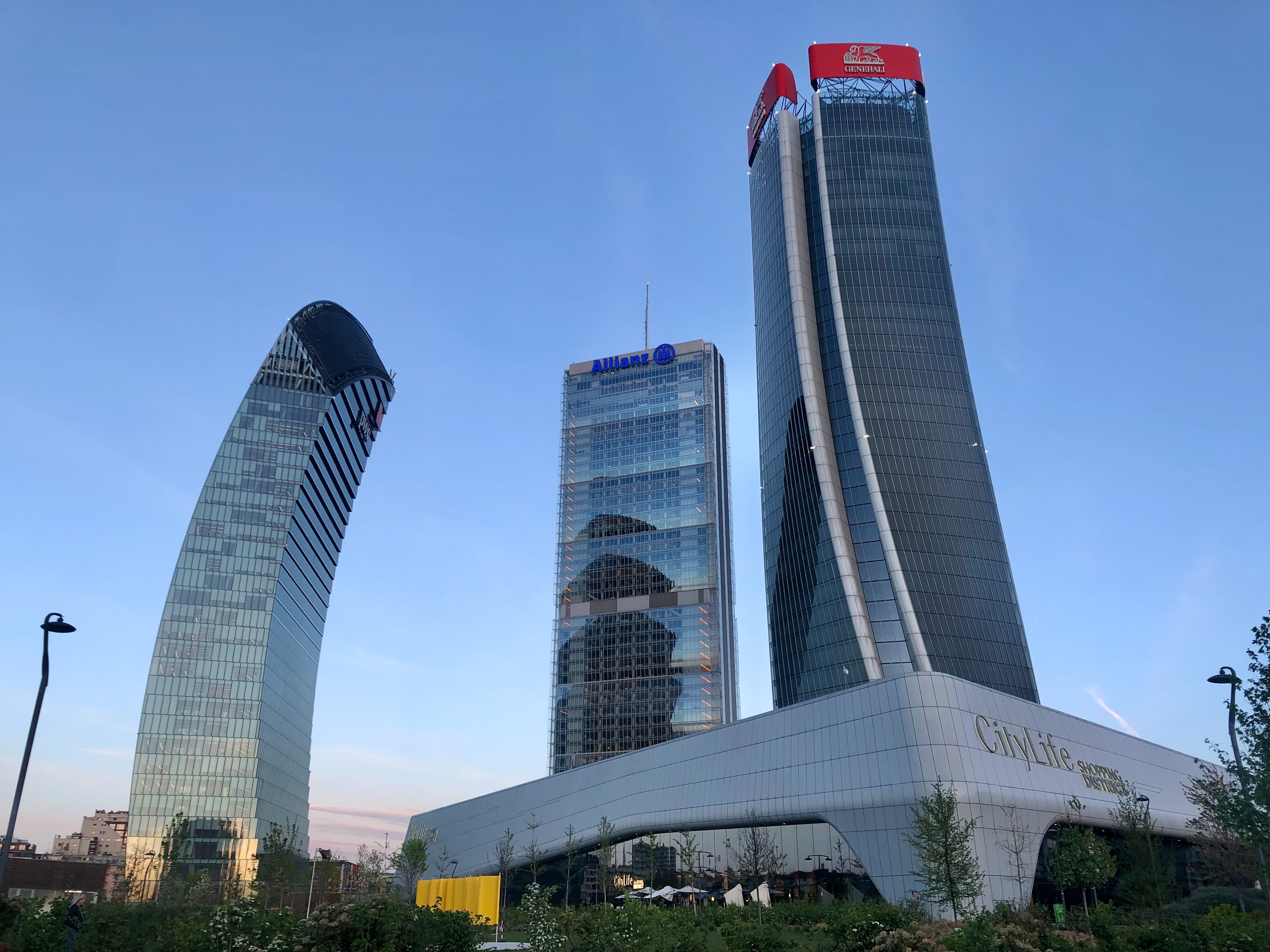
Distrito comercial de CityLife.

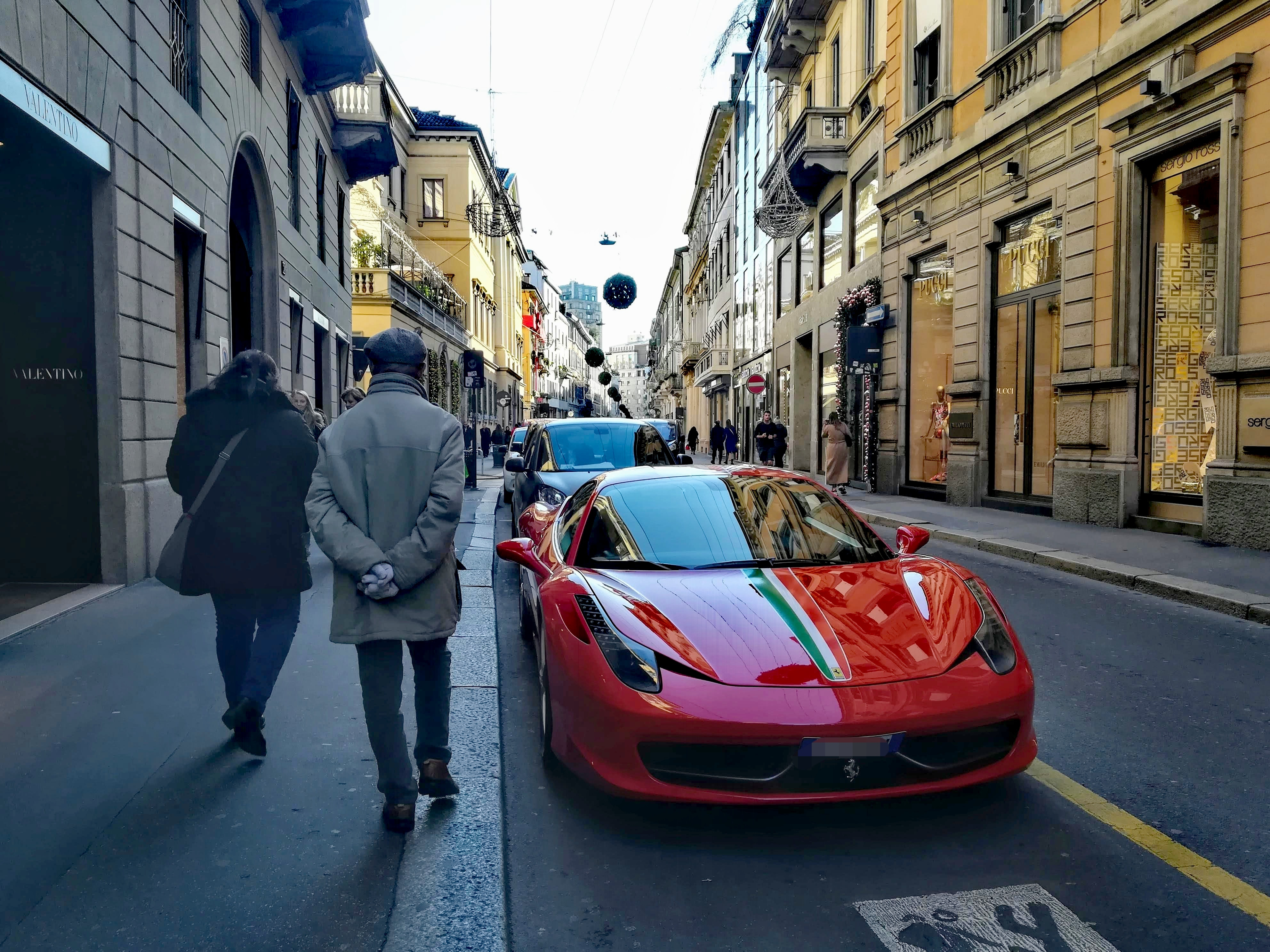
Vía Montenapoleone, la calle más importante del distrito de modas de Milán. Según Forbes, en 2022, fue la más cara de Europa y la tercera del mundo.

Milán es uno de los centros comerciales y financieros del mundo. La ciudad es la sede de la Bolsa de Italia, "Piazza Affari", y su interior es un área industrial de vanguardia. Milán fue incluida en una lista de diez ciudades globales por Peter J. Taylor y Robert E. Lang de la Institución Brookings, en el informe económico "Ciudades estadounidenses en la Red Mundial de ciudades".
Milán es conocida como la ciudad de origen de la empresa de coches Alfa Romeo y como la ciudad natal de Pirelli (uno de los mayores productores de neumáticos del mundo), como uno de los centros europeos de la comunicación televisiva Mediaset y Fininvest, por su producción de seda, y como una de las líderes mundiales en el diseño (Kartell). Además, FieraMilano, el Centro de exposiciones de la ciudad y el complejo de la Feria de muestras, son notables.
La ciudad es también famosa por ser una de las capitales mundiales de la moda, con multitud de boutiques de las firmas más importantes del sector; muchos diseñadores y casas de moda tienen su sede en la ciudad (Armani, Prada, Versace, Moschino, Dolce & Gabbana, Etro, Miu Miu).

## Administración

Las nueve divisiones de Milán.

La ciudad de Milán está subdividida en nueve zonas administrativas. En 1999 la administración decidió reducir el número de estas zonas de 21 a 9. La 'Zona 1' es el centro histórico y las otras ocho son los límites de la ciudad.
|        | Zona                                                                | Área (km²) | Población (31 de diciembre de 2006) | Densidad (hab/km²) | Subdivisiones |
| Zona 1 | Centro Histórico                                                    | 9.67       | 107 087                             | 11 074             | Centro Histórico, Plaza del Duomo, Porta Tenaglia, Porta Sempione / Arco della Pace, Chinatown, Giardini Pubblici, Plaza della Repubblica, largo della Crocetta, vía della Guastalla, Basílica de san Ambrosio, San Vittore, Parco delle Basiliche, Carrobbio |
| Zona 2 | Estación Central, Gorla, Turro, Precotto, Greco, Crescenzago        | 12.58      | 163 932                             | 13 031             | Porta Nuova, Centrale, Ponte Seveso, Loreto, Maggiolina, Villaggio dei Giornalisti, Greco, Gorla, Turro, Precotto, Padova, Crescenzago, Adriano, Breda, Cassina di Pommm |
| Zona 3 | Porta Venezia, Città Studi, Lambrate                                | 14.23      | 153 470                             | 10 785             | Porta Venezia, Porta Monforte, Città Studi, Lambrate, Parco Lambro, Ortica, Quartiere Feltre, Casoretto, vía Corelli, Rottole, Cimiano, vía Carnia, Naviglio della Martesana |
| Zona 4 | Porta Vittoria, Porta Romana, Forlanini, Monlué, Rogoredo           | 20.95      | 169 051                             | 8069               | Porta Vittoria, Porta Romana, piazzale Libia, Cavriano, Calvairate, Monluè, Taliedo, La Trecca, Porto, Gamboloita, Nosedo, piazzale Corvetto, Rogoredo, Santa Giulia, Morsenchio, Forlanini, viale Omero, San Luigi, Ponte Lambro |
| Zona 5 | Porta Ticinese, Porta Lodovica, Vigentino, Chiaravalle, Gratosoglio | 29.87      | 134 016                             | 4487               | Porta Ticinese, Porta Lodovica, Vigentino, Chiaravalle, Gratosoglio, Porta Vigentina, Conchetta, parco Ravizza, Plaza Ohm, vía Ripamonti, Vigentino, viale Ortles, vía Quaranta, Morivione, vía Spaventa, Quartiere Stadera, Quartiere Torretta, vía Meda, Conca Fallata, Vaiano Valle, Selvanesco, Casenuove, Macconago, Quintosole, Ronchetto delle Rane, Chiesa Rossa, Naviglio Pavese, Vettabbia, corso San Gottardo |
| Zona 6 | Barona, Giambellino, Lorenteggio, Porta Génova                      | 18.28      | 164 487                             | 8998               | Porta Génova, Darsena, vía Magolfa, vía Solari, San Cristoforo, Moncucco, Lorenteggio, vía Giambellino, Restocco Maroni, Ronchetto sul Naviglio, Boffalora, Cascina Bianca, Cascina Cantalupa, vía Bisceglie, vía Inganni, Plaza Frattini, Naviglio Grande, Barona, vía Santa Rita, viale Legioni Romane, vía Foppa |
| Zona 7 | Porta Vercellina, Baggio, San Siro, Forze Armate                    | 31.34      | 190 969                             | 6093               | Porta Vercellina, Baggio, San Siro, vía delle Forze Armate, Porta Vercellina, piazzale Aquileia, Plaza Piemonte, vía Washington, vía Marghera, piazzale Brescia, piazzale Siena, vía Saint Bon, Ospedale San Carlo, vía Valsesia, Quinto Romano, Quarto Cagnino, piazzale Selinunte, Figino, Assiano, Muggiano, vía Novara, vía Marx, vía Bellaria, vía degli Ippodromi                                                  |
| Zona 8 | Porta Volta, Fiera, Gallaratese, Quarto Oggiaro                     | 23.72      | 197 484                             | 8326               | Porta Volta, Fiera, Gallaratese, Quarto Oggiaro, corso Sempione, Bullona, Cimitero Monumentale, Porta Garibaldi, vía Cenisio, vía Paolo Sarpi, Ghisolfa, Cagnola, Il Portello, Monte Stella, Boldinasco, Q.T.8, Plaza Bonola, vía Ghisallo, Trenno, Lampugnano, San Leonardo, piazzale Accursio, Musocco, Porta Volta, Villapizzone, Garegnano e Certosa di Garegnano, Vialba, Quarto Oggiaro, Belgioioso, Roserio       |
| Zona 9 | Affori, Porta Nuova, Niguarda, Bovisa, Fulvio Testi                 | 21.12      | 194 386                             | 9204               | Affori, Porta Nuova, Niguarda, Bovisa, viale Fulvio Testi, Centro Direzionale, vía Melchiorre Gioia, L'Isola, viale Zara, vía Lancetti (Dogana), vía Farini, Bovisasca, Dergano, Derganino, Montalbino, Prato Centenaro, Cà Granda, Comasina, Segnano, Bicocca, Stazione di Milano Greco Pirelli, viale Sarca, viale Fermi, vía Astesani, piazzale Maciachini, Bruzzano, Parco Nord, vía Seveso                          |
|        | Total                                                               | 181.76     | 1 483 882                           | 8164               | |

## Cultura

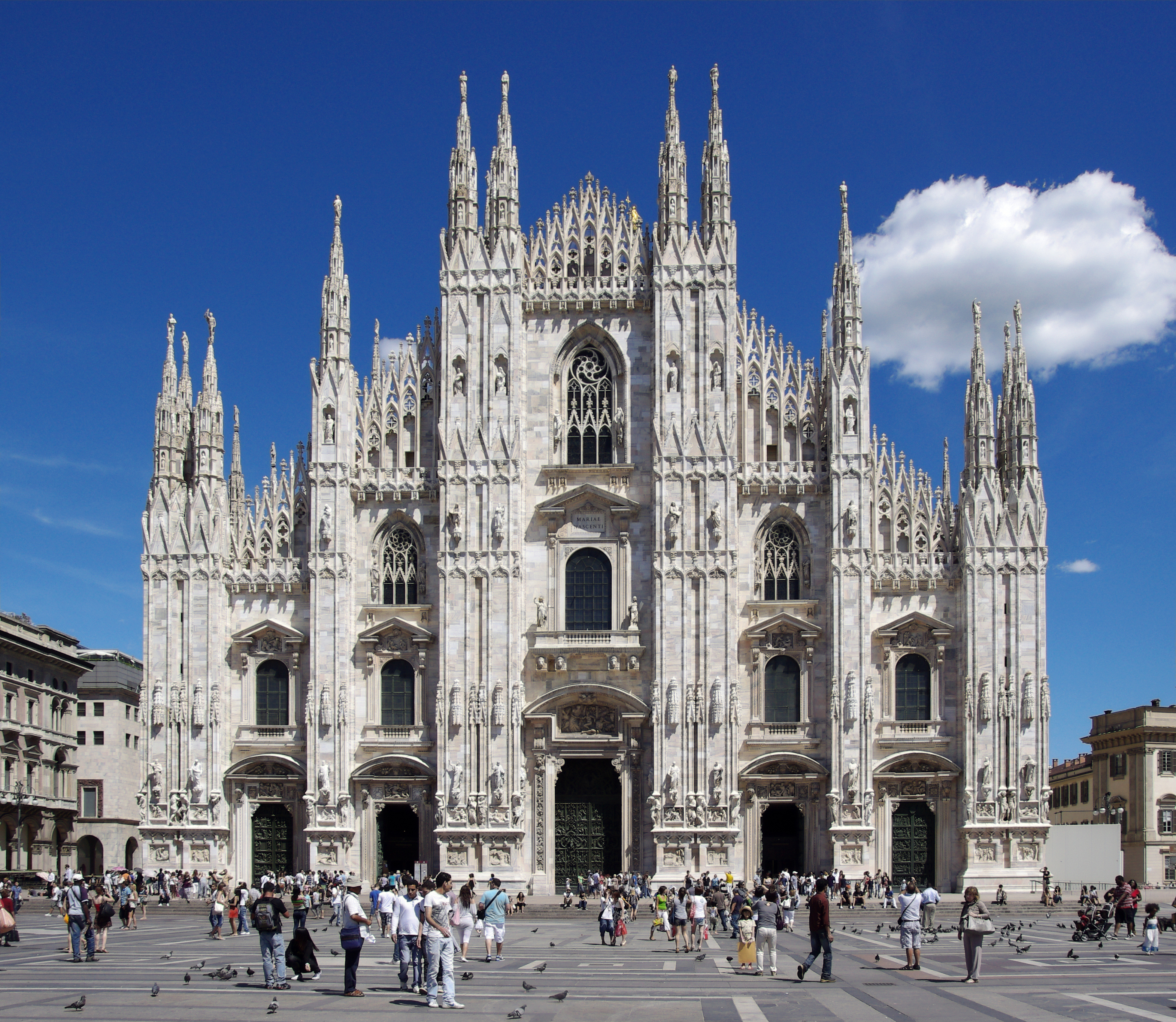
Catedral de Milán.

### Patrimonio arquitectónico
- La catedral de Milán (en italiano duomo, que proviene del latín "Domus Dei", o sea "Casa de Dios") es de estilo gótico, con fachada neogótica. La construcción de la catedral se prolongó durante cinco siglos. Fue comenzada en 1387 con proyecto de un arquitecto desconocido, bajo la dirección de Simone da Orsenigo. A la plaza se asoma el Broletto Nuovo (un ejemplo de los antiguos palazzi della Ragione), erigido en 1233 por el podestà Oldrano de Tresseno; la pintoresca Logia de los Osii, construida en 1316 por Matteo Visconti; el Palacio de las Escuelas Palatinas, barroco (siglo XVII) y la Casa de los Panigarola, gótica.
- La Galería Víctor Manuel II, junto a la catedral, está cubierta con grandes bóvedas de vidrio en forma de cruz latina, donde se encuentran algunos de los cafés y comercios más conocidos de la ciudad. Fue proyectada en la segunda mitad del siglo XIX por Giuseppe Mengoni.
- La Plaza Mercanti. A pocos pasos de la catedral se conserva esta prueba silenciosa y recogida del Medioevo en Milán.
- El Teatro alla Scala, el teatro de ópera más grande del mundo. Templo de la lírica italiana y mundial, escenario de representaciones memorables de Giuseppe Verdi, Giacomo Puccini, Gioacchino Rossini, Gaetano Donizetti y Vincenzo Bellini y de los triunfos de Toscanini, fue construido en el 1778 y se estrenó el 3 de agosto con una ópera del gran músico italiano Antonio Salieri "L'Europa Riconosciuta".

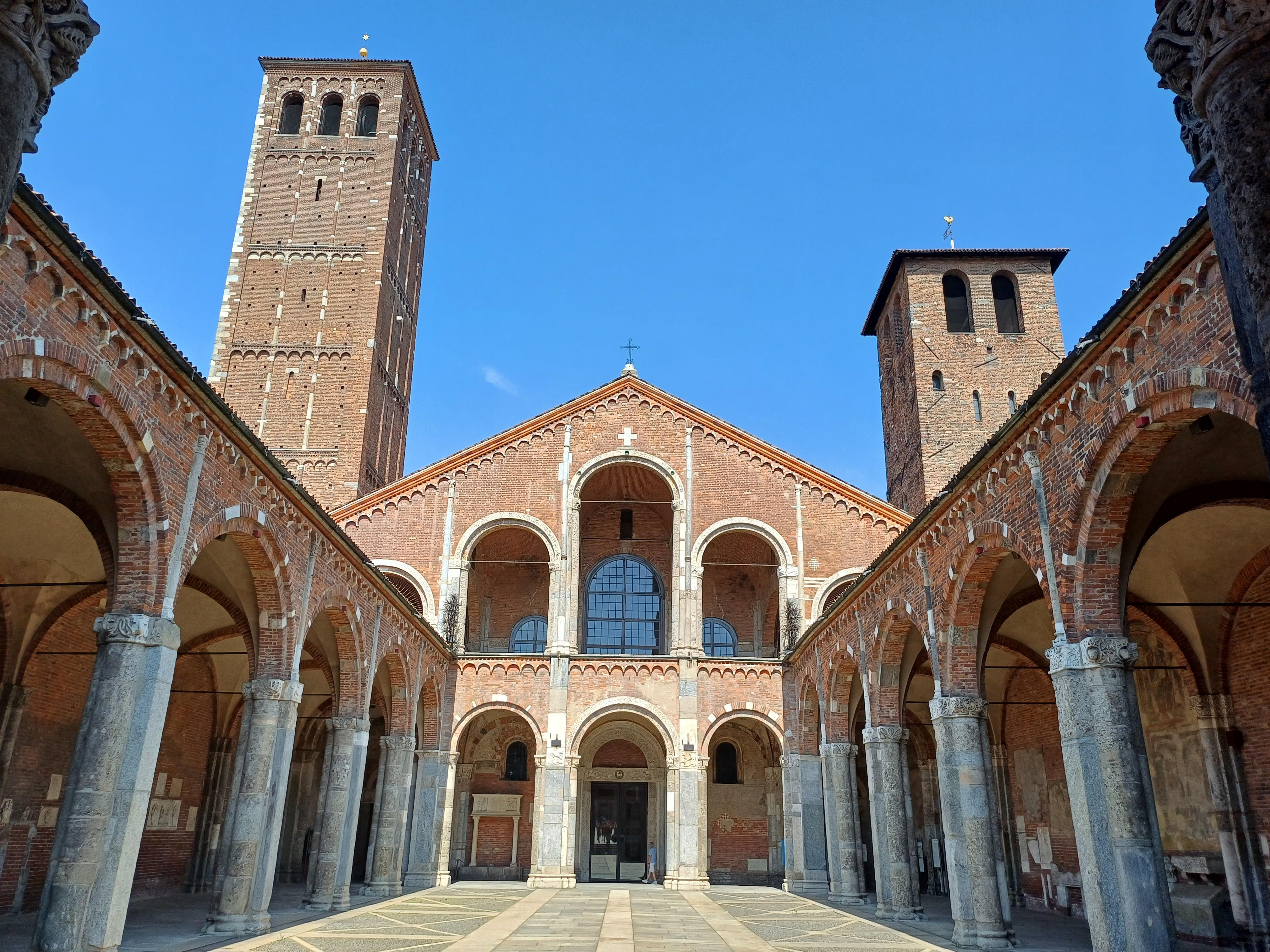
La Basílica de san Ambrosio.

- Vía Manzoni, vía Montenapoleone y vía del Gesù, donde se encuentra el Museo Bagatti Valsecchi, una casa-museo inspirada en los palacios señoriales del Cinquecento lombardo, decorada con objetos y muebles renacentistas italianos.

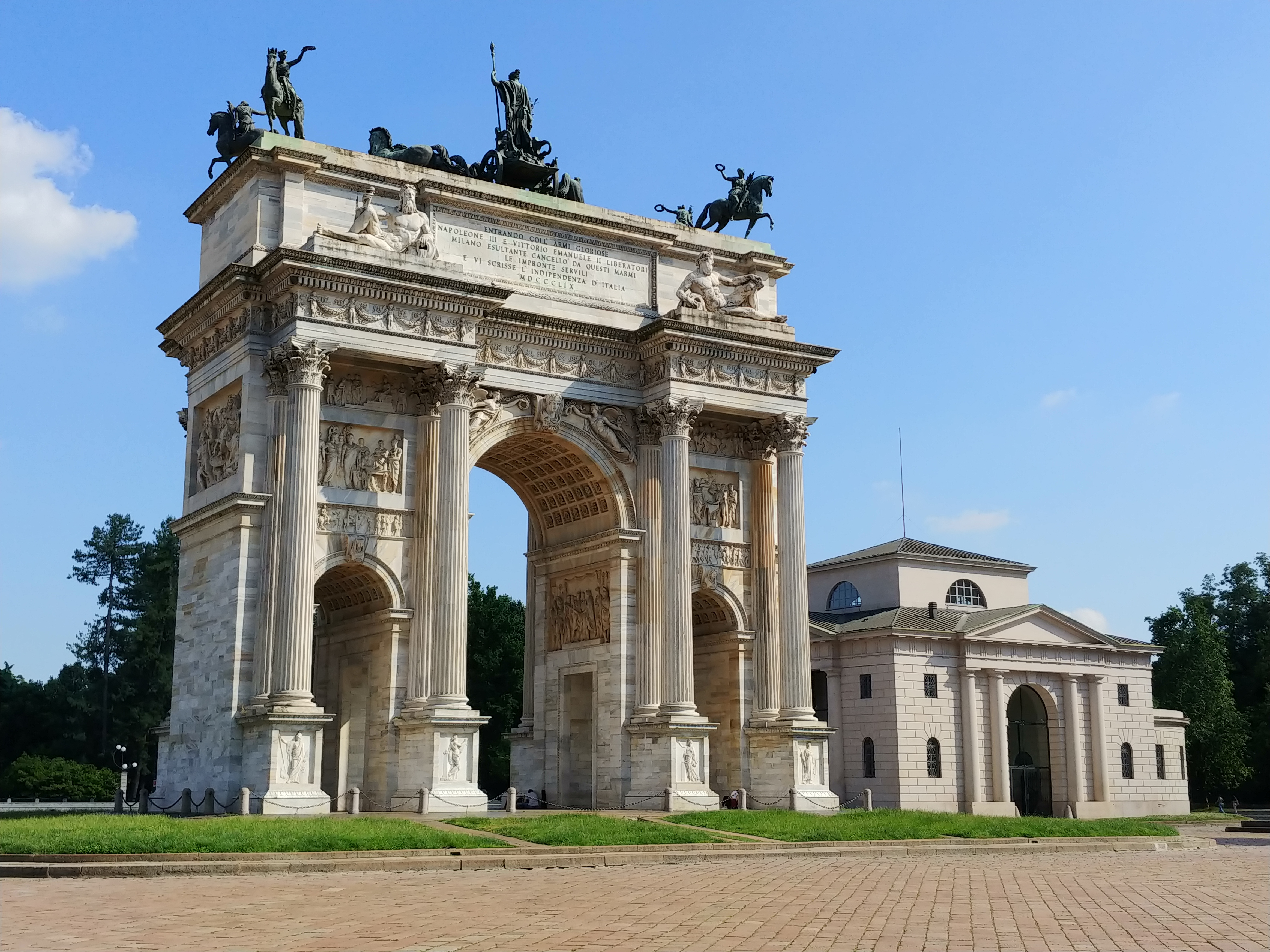
El Arco della Pace.

- El monasterio de Santa María de las Gracias. La iglesia fue comenzada por Giovanni Solari en 1463 y transformada en 1492 por Donato Bramante. En una pared del refectorio del antiguo convento junto a la iglesia, se encuentra la pintura de La última cena, obra maestra de Leonardo da Vinci.

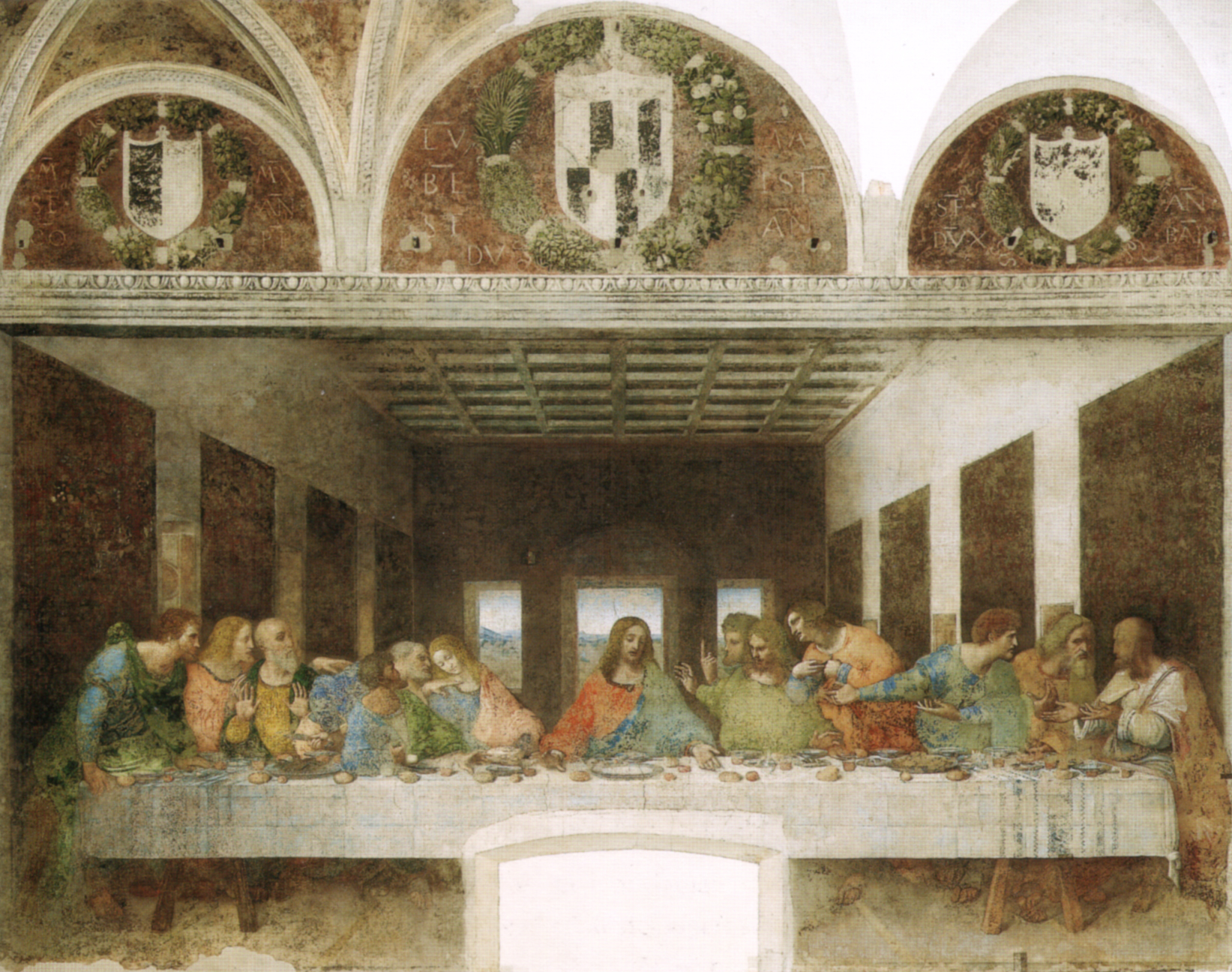
La última cena de Leonardo da Vinci

- Castillo Sforzesco. Fue comenzado por los Visconti en la segunda mitad del siglo XIV y continuado en el siglo siguiente por Francesco I Sforza, señor de Milán. Las obras las dirigieron Giovanni da Milano y Filarete que edificó la torre de entrada. Posee un museo con importantes obras histórico-artísticas.
- San Ambrosio. Basílica fundada por San Ambrosio en el 386, con tres naves sin transepto, estructura que conserva en gran parte actualmente, a pesar de las reconstrucciones de los siglos IX-XII, que la convirtieron en un modelo de arquictectura lombarda.
- Cementerio Monumental. Un cementerio de 250.000 metros cuadrados construido entre 1863 y 1875 donde descansan los restos de ilustres milaneses. Una visita obligada por su singularidad y espectacularidad.
- El antiguo Ospedale Maggiore, tradicionalmente llamado Ca' Granda (es decir, Casa Grande), está en el centro de Milán, y fue diseñado para albergar el principal hospital de la comunidad. La mayor empresa emprendida en el siglo XV, se realizó por encargo de Francesco Sforza en 1456 y fue diseñado por Antonio Averlino «Filarete». Se trata de uno de los primeros ejemplos de la arquitectura del Renacimiento en Lombardía.
- Los rascacielos. El rascacielos Pirelli construido en 1959, tiene 127 m de altura, el Palazzo Lombardia, inaugurado oficialmente en 2011, llega a los 163 m y la Torre Unicredit, completada el 15 de octubre de ese mismo año, es el edificio más alto de Italia con 231 m.
- Parque della Vettabbia. El parque (en italiano, Parco della Vettabbia) y es el punto verde urbano más grande de la ciudad, si caza en el casco viejo de la capital lombarda, en la base de la Fundación Prada.
- Parque Sempione. El parque (en italiano, Parco Sempione) es un espacio verde urbano que se halla en el casco antiguo de la capital lombarda, a lado del Castillo Sforzesco. En este parque se encuentran el Palacio de la Triennale, el Arco della Pace, la Arena de Milán y la Torre Branca.

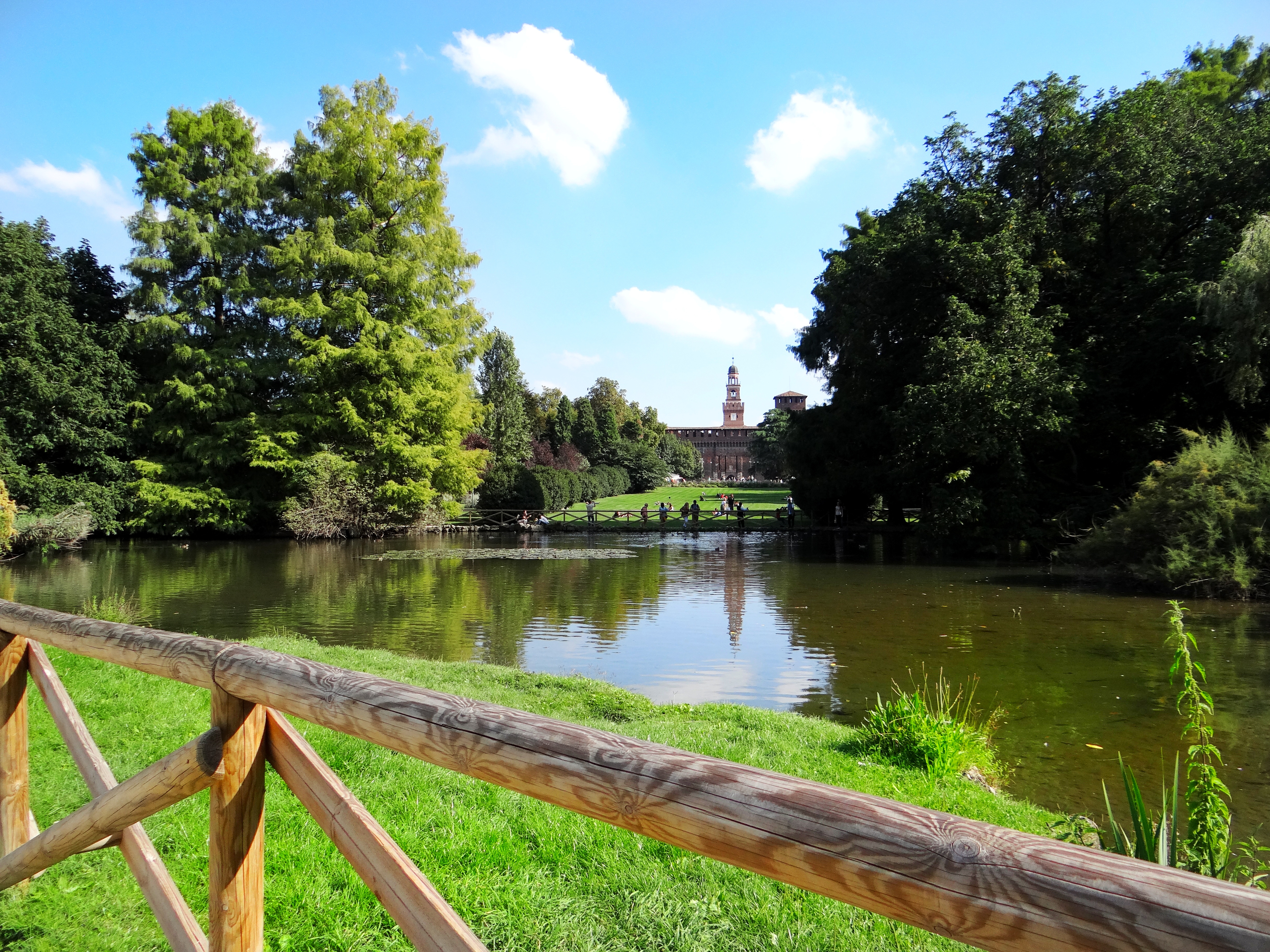
El Parque Sempione.

Entre otras cosas, la ciudad es famosa por el tradicional dulce navideño llamado panettone, su "cotoletta alla milanese" (filete de carne empanado y frito) y su "risotto alla milanese" ('arroz a la milanesa', cocinado con azafrán).

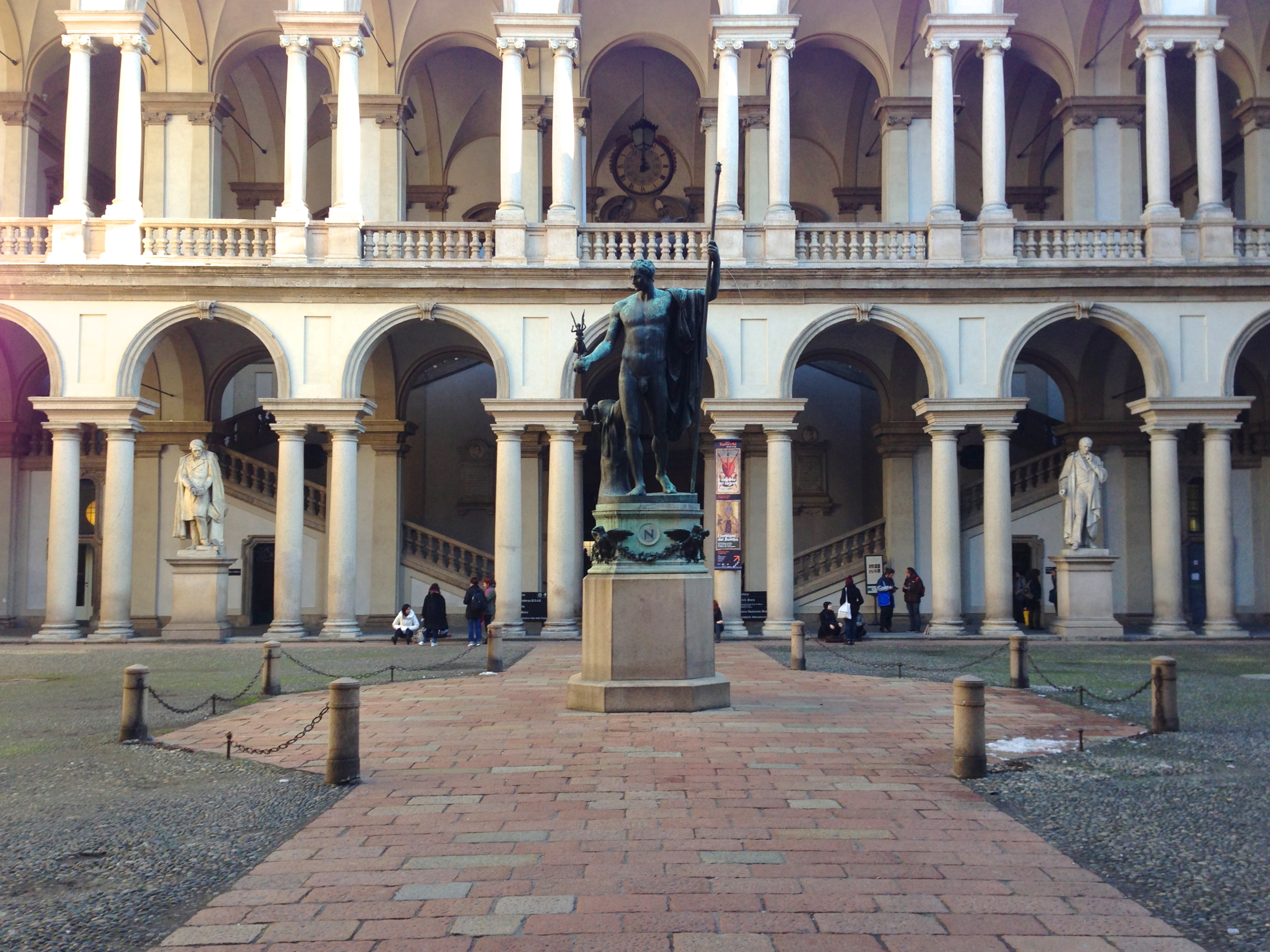
El palacio Brera, sede de la Pinacoteca de Brera y de la Academia de Bellas Artes de Brera.

### Museos y galerías de arte

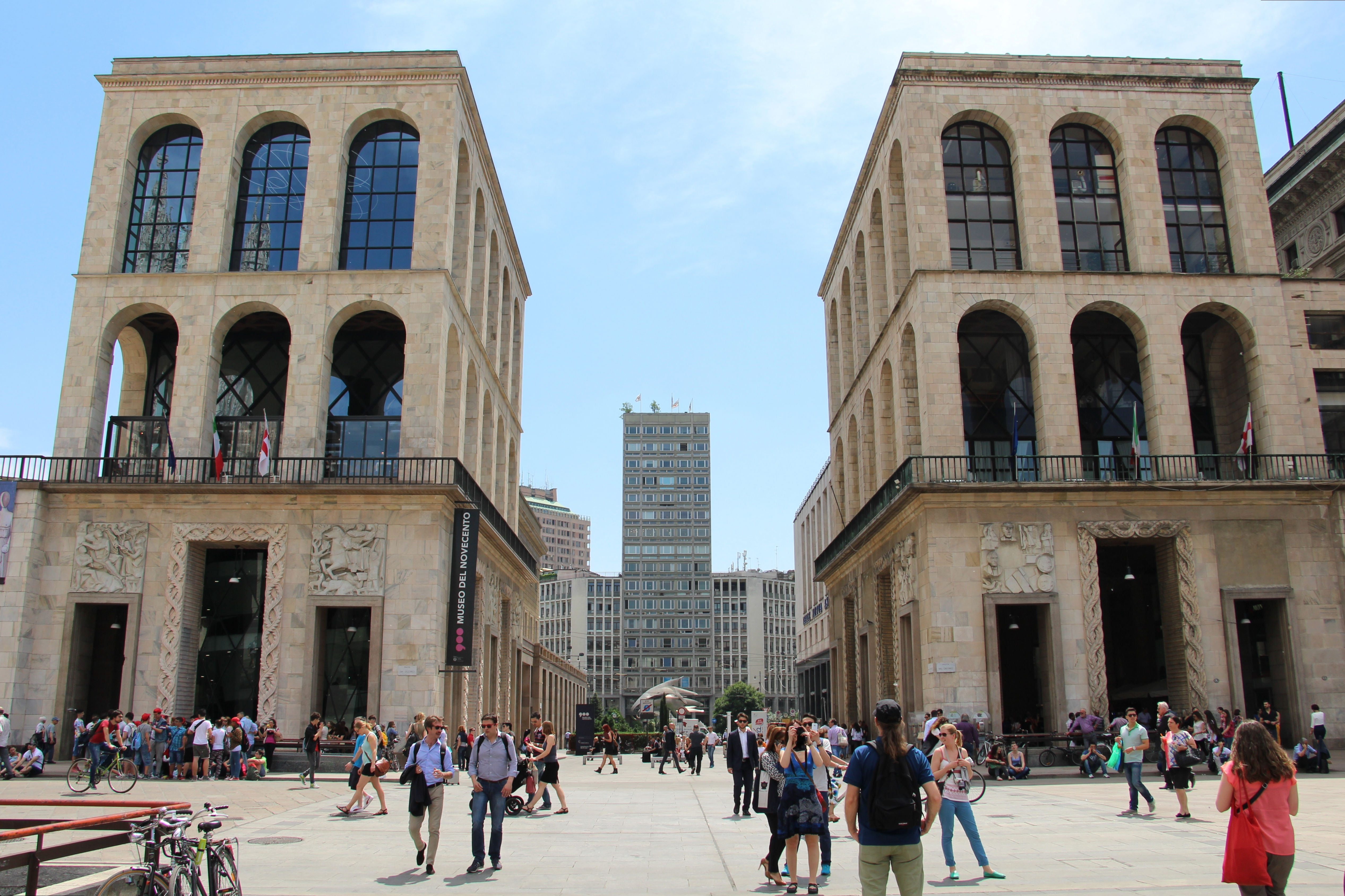
Museo del Novecento.

- La Pinacoteca de Brera, la Pinacoteca Ambrosiana, el Museo Poldi Pezzoli y las galerías de los Musei del Castello, que albergan un gran número de obras maestras de la pintura. La Pinacoteca de Brera fue inaugurada en 1809 en el gran edificio que acoge también la Academia de Arte. En cuanto a la Pinacoteca Ambrosiana, su primer núcleo fue la colección privada del cardenal Federico Borromeo, colocada aquí en el siglo XVII. El Museo Poldi-Pezzoli fue fundado en la segunda mitad del siglo XIX por voluntad de Gian Giacomo Poldi Pezzoli, que donó su colección artística a la ciudad.
- El Palacio Real. Fue por muchos siglos sede del gobierno de la ciudad, residencia de regentes y es actualmente un importante centro cultural, sede de muestras y exposiciones.
- Museo Bagatti Valsecchi. Una casa del siglo XIX inspirada en palacios señoriales del Cinquecento lombardo, decorada con objetos y muebles renacentistas italianas. Ha conservado el aspecto de vivienda, donde los dueños de casa disponían de todas las comodidades propias del siglo XIX, sin alterar la armonía general inspirada en la antigüedad.
- Museo de historia natural, que conserva importantes colecciones de minerales, restos fósiles, plantas y animales.
- Museo Egipcio.
- Museo Leonardo3 es un museo con réplicas de inventos de Leonardo da Vinci.
- Fundación Prada es una de las incorporaciones más recientes en el mundo de los museos de Milán. La Fundación Prada abrió sus puertas en 2015 en una antigua destilería de ginebra a las afueras del sur de la ciudad. La galería está dedicada al arte contemporáneo e incluye exposiciones permanentes y temporales, dispuestas en los espacios de la antigua destilería y en tres estructuras externas.
- Museo del Novecento está dedicado al arte del siglo XX y exhibe más de 300 obras de forma permanente.[26]

### Festival de cine de Milán
El Festival de Cine de Milán es un evento que convoca anualmente producciones cinematográficas italianas e internacionales. Fundado en 1996 como una competencia local de cortometrajes, el festival ha crecido con el correr de los años, albergando en la actualidad largometrajes. Anualmente se entrega el Premio a la Mejor Película en la gala del evento.

## Deporte

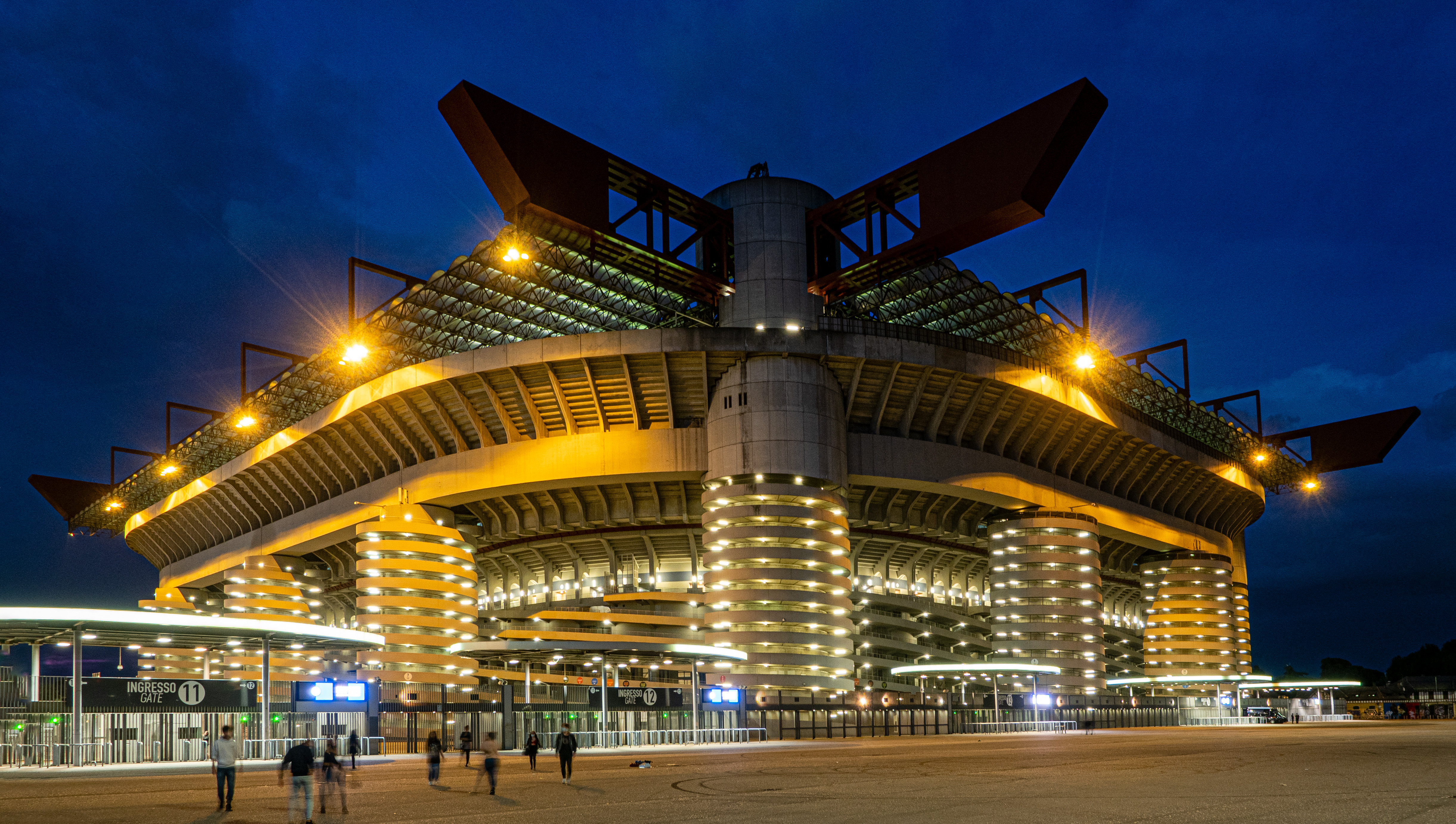
Estadio San Siro de noche.

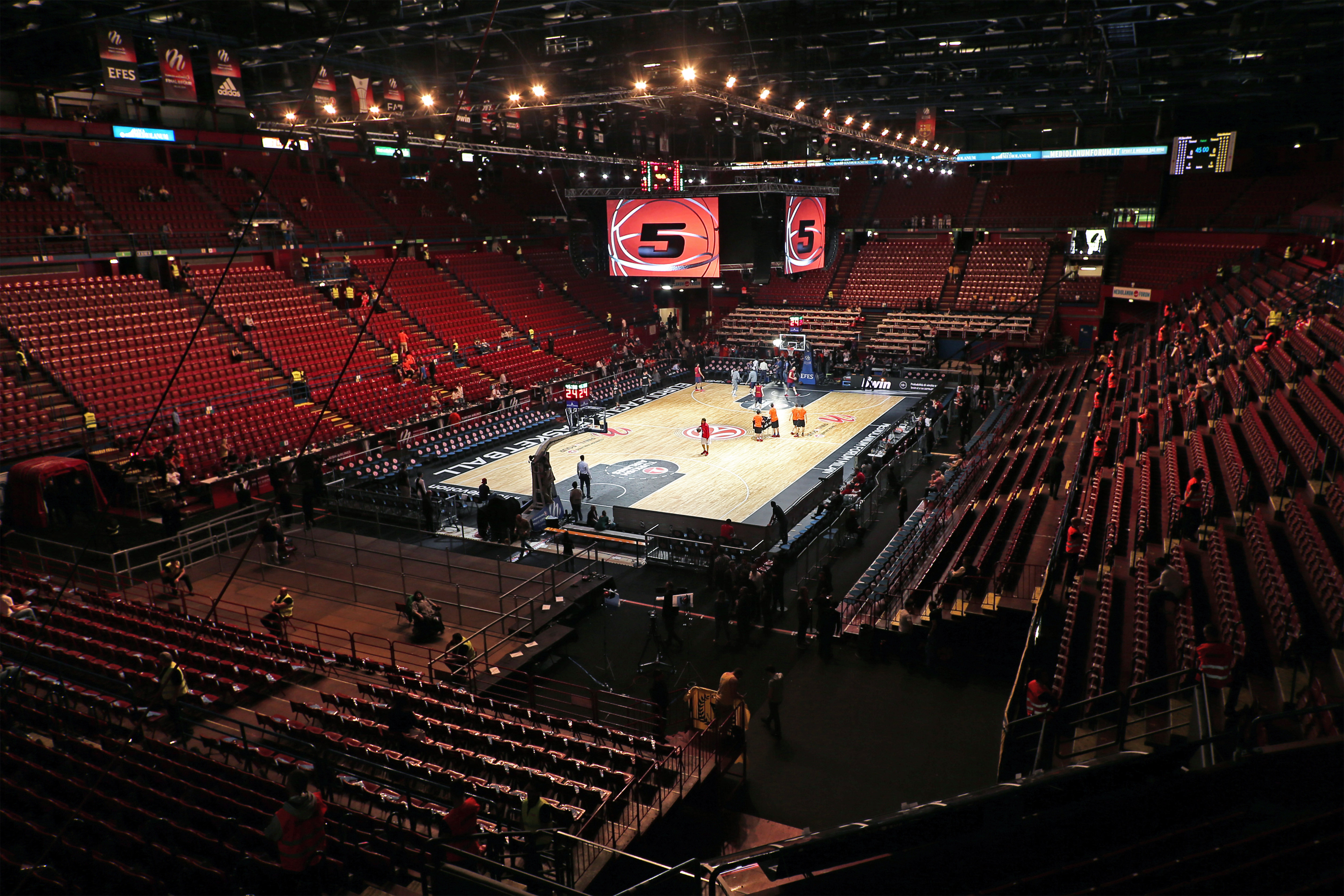
El Mediolanum Fórum.

Entre otros eventos, la ciudad de Milán fue sede de la Copa Mundial de Fútbol de 1934 y de la Copa Mundial de Fútbol de 1990 además de ser sede de la Eurocopa 1980. También, ha albergado cuatro finales de la Liga de Campeones de la UEFA, en las ediciones de 1964-65, 1969-70, 2000-01 y 2015-16.
Como en el resto del país el deporte más practicado y seguido de la ciudad es el fútbol. En este deporte destacan dos de los más grandes clubes del país, el AC Milan y el FC Internazionale. El AC Milan es el tercer club europeo más ganador con 20 títulos internacionales, incluyendo 7 Copas de Europa, siendo el segundo más ganador detrás del Real Madrid. Mientras que el FC Internazionale ha logrado 9 títulos internacionales, incluyendo 3 Copas de Europa y siendo hasta ahora, el único equipo italiano en lograr un triplete (tres títulos en una misma temporada), al proclamarse campeón de la Serie A, Copa Italia y Liga de Campeones de la UEFA en la temporada 2009/10, además de conseguir un quintuplete (ganando también la Supercopa de Italia y el Mundial de Clubes), logrando este hito en el 2010.
Ambos equipos disputan sus partidos locales en el Estadio Giuseppe Meazza, que dispone de un aforo de 85.700 localidades. Habitualmente, se le suele referir como Estadio Giuseppe Meazza cuando juega como local el Inter de Milán y como Estadio San Siro cuando lo hace el AC Milan.
En cuanto a automovilismo, se disputa desde el año 1922 el Gran Premio de Italia en el Autodromo Nazionale di Monza. Está localizado a escasos kilómetros al norte de la ciudad y es uno de los circuitos de carreras más antiguo del mundo. A pesar de que el Gran Premio ha cambiado de sedes en alguna ocasión, se disputa ininterrumpidamente en Monza desde el año 1981. La asistencia de espectadores para algunas de las carreras de Fórmula 1 disputadas ha sido de 137 000 espectadores, incluso en los años 50 llegó a contener 250 000.
La ciudad es origen de una de las clásicas más importantes del ciclismo mundial, la Milán-San Remo (o también conocida como La Classicissima), siendo una de las pruebas considerada como dentro de los cinco monumentos del ciclismo.
Habitualmente, Milán suele ser la sede de la última de las etapas del Giro de Italia, siendo una etapa a contrarreloj, habiendo sido final recientemente en las ediciones de 2017, 2020 y 2021.
El Olimpia Milano es el club de baloncesto más laureado de Italia y uno de los más prestigiosos de Europa. Disputa sus encuentros locales en el Mediolanum Fórum, recinto deportivo con una capacidad de 12 500 espectadores.

### Recintos

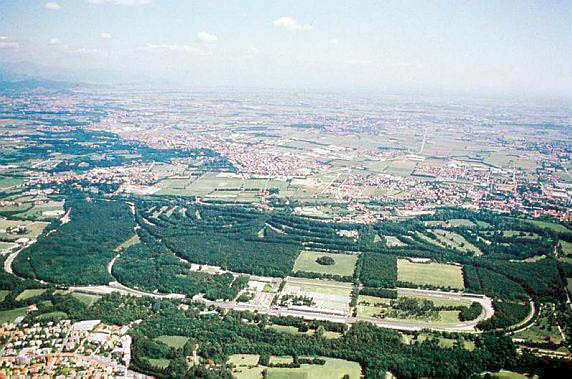
Autodromo Nazionale Monza es reconocido por albergar el Gran Premio de Italia de Fórmula 1

- Autodromo Nazionale Monza – carreras de automóviles y motocicletas – 137 000
- Estadio Comunal Giuseppe Meazza, en el barrio de San Siro – fútbol Milán e Inter – 85 700
- Arena Cívica – atletismo, rugby, fútbol y fútbol americano - 30 000
- Brianteo – atletismo, fútbol – 18 568
- Hipódromo del Trotter – carreras de caballos – 16 000
- Hipódromo del Nicolás Galoppo – carreras de caballos – 15 000
- Mediolanum Fórum – baloncesto, hockey sobre hielo, voleibol, música – 9000 a 12 000
- MazdaPalace – baloncesto, voleibol – 9 000
- Velódromo Vigorelli – ciclismo y fútbol americano – 12 000
- PalaLido – baloncesto, voleibol – 5000
- Agorà – hockey sobre hielo – 4000
- Nuovo Giuriati – rugby – 4000

Además hay otros estadios y complejos multiusos localizados en el área metropolitana como el Estadio Monza Brianteo (18 000 espectadores), el PalaDesio (10 000) y el Estadio Geas (8500).
| Club                        | Liga     | Deporte          | Lugar                      | Fundado | Títulos |
| --------------------------- | -------- | ---------------- | -------------------------- | ------- | --- |
| A. C. Milan                 | Serie A  | Fútbol           | San Siro – Giuseppe Meazza | 1899    | 51 - Mundial de Clubes (1), Copa Intercontinental (3) - Copa de Europa (7), Recopa de la UEFA (2), Supercopa de la UEFA (5), Copa Latina (2) - Liga (19), Copa (5); Supercopa (7) |
| F. C. Internazionale        | Serie A  | Fútbol           | San Siro – Giuseppe Meazza | 1908    | 42 - Mundial de Clubes (1), Copa Intercontinental (2) - Copa de Europa (3), Copa de la UEFA (3) - Liga (19), Copa (8); Supercopa (6)                                              |
| Olimpia Milano              | Serie A  | Baloncesto       | Mediolanum Forum           | 1936    | 1 Intercontinental; 3 Copas de Europa; 25 Ligas; 3 Recopas; 2 Copa Korac |
| H.C. Milano/Milano Vipers   | Serie A  | Hockey Hielo     | Agorà                      | 1924    | 2 Copas de Europa; 20 Ligas |
| Hockey Club Milano Rossoblu | Serie A2 | Hockey Hielo     | Agorà                      | 2008    | — |
| H.C. Diavoli/Devils         | Serie A  | Hockey Hielo     | —                          | 1930    | 3 Copas de Europa; 7 Ligas |
| Amatori Rugby Milano        | Serie B  | Rugby            | Stadio Giuriati            | 1928    | 18 Ligas |
| Rhinos Milano               | Serie A2 | Fútbol americano | Velódromo Vigorelli-Maspes | 1977    | 4 Ligas |

| Predecesor: Pekín | Ciudad Olímpica 2026 (Junto a Cortina d'Ampezzo) | Sucesor: TBD 2030 |

## Geografía antrópica

### Urbanística

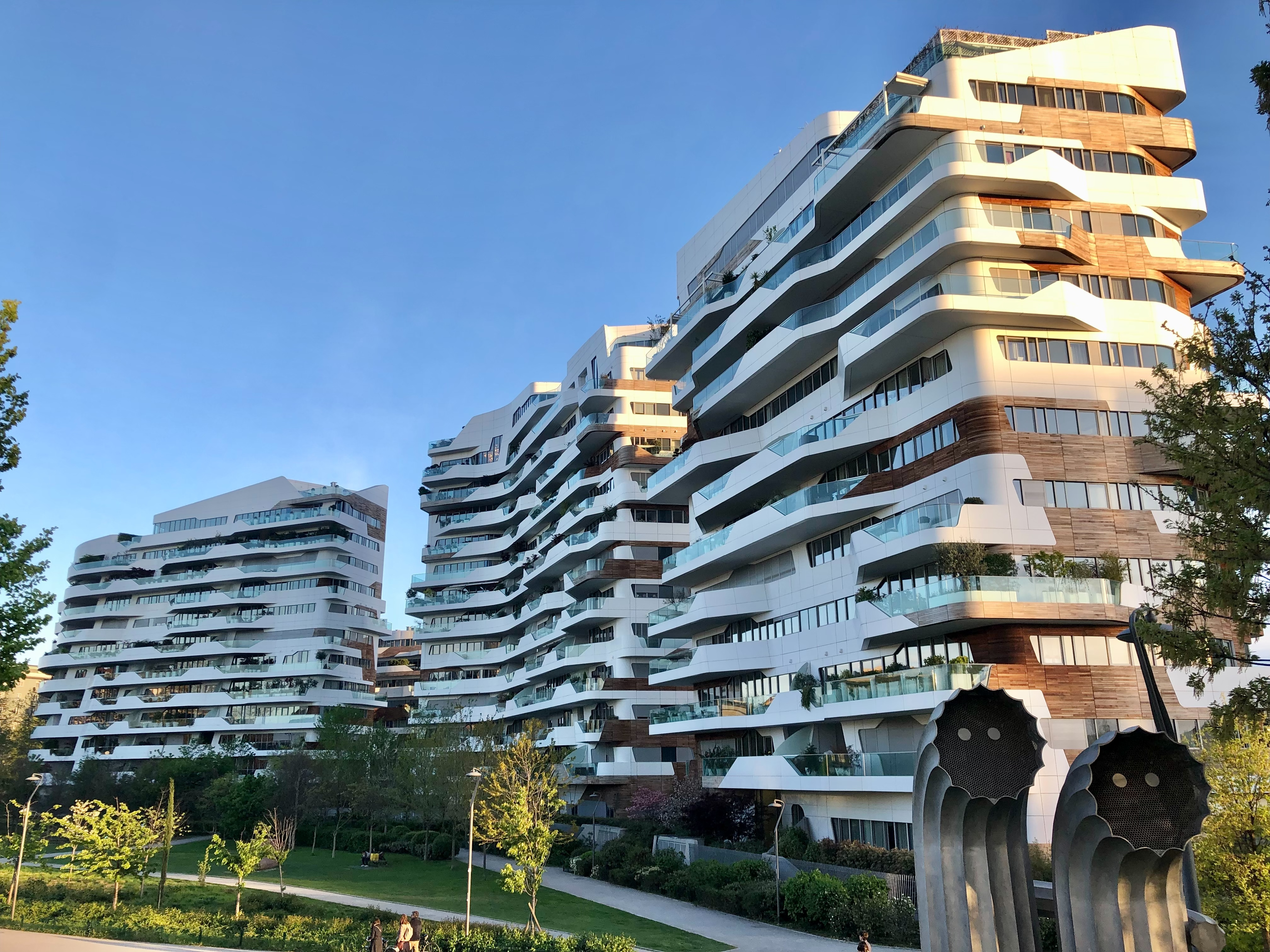
CityLife Hadid Residences

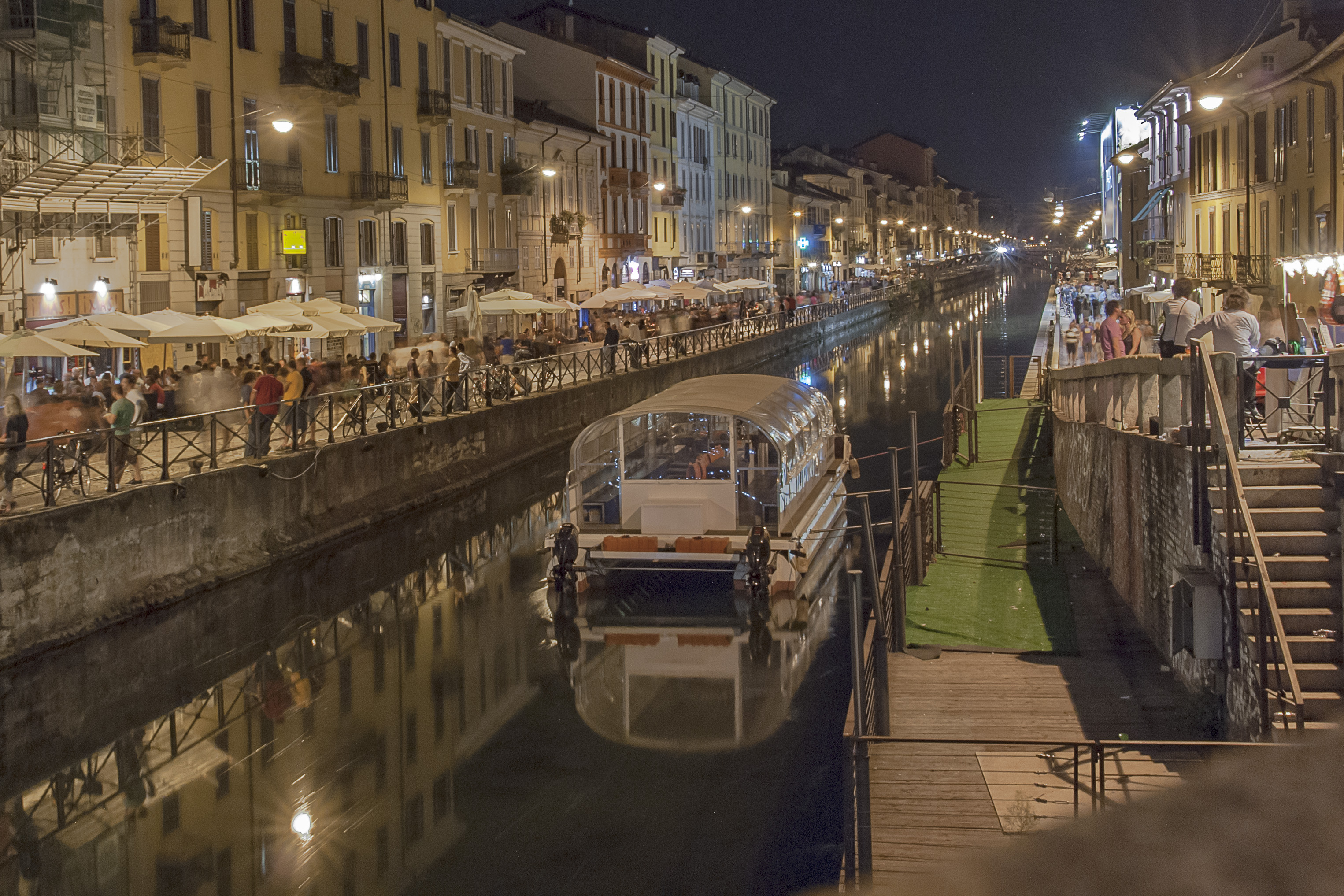
El Naviglio Grande de noche

Desde la primera década del 2000 la ciudad ha experimentado una profunda renovación desde el punto de vista arquitectónico y urbano, con la realización de numerosos proyectos que apuntan por un lado a reurbanizar áreas enteras y grandes barrios (como el Proyecto Bicocca) y, por otro, a proyectar su imagen en Europa y en el mundo (Fieramilano, Progetto CityLife y Progetto Porta Nuova), gracias también a importantes concursos internacionales en los que participan arquitectos como Renzo Piano, Norman Foster, César Pelli, Massimiliano Fuksas, Arata Isozaki, Daniel Libeskind, Zaha Hadid y Ieoh Ming Pei.
En 2012, se completó la Torre Unicredit, que se construyó como parte del Proyecto Porta Nuova dentro del centro de negocios de Milán. Con sus 231 m de altura, es el rascacielos más alto de Italia.

## Ciudades hermanadas
Milán está hermanada con las siguientes quince ciudades:
| - Belén (Palestina) - Birmingham (Reino Unido) - Chicago (Estados Unidos) - Cracovia (Polonia) - Daegu (Corea del Sur) | - Dakar (Senegal) - Fráncfort del Meno (Alemania) - Lyon (Francia) - Melbourne (Australia) - Osaka (Japón) | - São Paulo (Brasil) - San Petersburgo (Rusia) - Shanghái (China) - Tel Aviv (Israel) - Toronto (Canadá) |

Además, mantiene acuerdos de colaboración bienal específicos con Bilbao desde 2011 y con Cantón desde 2012.
| Predecesor: Nueva Delhi | Sede de las Conferencias de las Naciones Unidas sobre el cambio climático 2003 | Sucesor: Buenos Aires |